# 1876
Portal Geschichte | Portal Biografien | Aktuelle Ereignisse | Jahreskalender | Tagesartikel

◄ |
18. Jahrhundert |
19. Jahrhundert
| 20. Jahrhundert | ►

◄ |
1840er |
1850er |
1860er |
1870er
| 1880er | 1890er | 1900er | ►

◄◄ |
◄ |
1872 |
1873 |
1874 |
1875 |
1876
| 1877 | 1878 | 1879 | 1880 | ► | ►►
Staatsoberhäupter · Wahlen · Nekrolog · Kunstjahr · Literaturjahr · Musikjahr   · Sportjahr
| Januar | Januar | Januar | Januar | Januar | Januar | Januar | Januar |
| Kw     | Mo     | Di     | Mi     | Do     | Fr     | Sa     | So     |
| ------ | ------ | ------ | ------ | ------ | ------ | ------ | ------ |
| 52     |        |        |        |        |        | 1      | 2      |
| 1      | 3      | 4      | 5      | 6      | 7      | 8      | 9      |
| 2      | 10     | 11     | 12     | 13     | 14     | 15     | 16     |
| 3      | 17     | 18     | 19     | 20     | 21     | 22     | 23     |
| 4      | 24     | 25     | 26     | 27     | 28     | 29     | 30     |
| 5      | 31     |        |        |        |        |        |        |

| Februar | Februar | Februar | Februar | Februar | Februar | Februar | Februar |
| Kw      | Mo      | Di      | Mi      | Do      | Fr      | Sa      | So      |
| ------- | ------- | ------- | ------- | ------- | ------- | ------- | ------- |
| 5       |         | 1       | 2       | 3       | 4       | 5       | 6       |
| 6       | 7       | 8       | 9       | 10      | 11      | 12      | 13      |
| 7       | 14      | 15      | 16      | 17      | 18      | 19      | 20      |
| 8       | 21      | 22      | 23      | 24      | 25      | 26      | 27      |
| 9       | 28      | 29      |         |         |         |         |         |

| März | März | März | März | März | März | März | März |
| Kw   | Mo   | Di   | Mi   | Do   | Fr   | Sa   | So   |
| ---- | ---- | ---- | ---- | ---- | ---- | ---- | ---- |
| 9    |      |      | 1    | 2    | 3    | 4    | 5    |
| 10   | 6    | 7    | 8    | 9    | 10   | 11   | 12   |
| 11   | 13   | 14   | 15   | 16   | 17   | 18   | 19   |
| 12   | 20   | 21   | 22   | 23   | 24   | 25   | 26   |
| 13   | 27   | 28   | 29   | 30   | 31   |      |      |

| April | April | April | April | April | April | April | April |
| Kw    | Mo    | Di    | Mi    | Do    | Fr    | Sa    | So    |
| ----- | ----- | ----- | ----- | ----- | ----- | ----- | ----- |
| 13    |       |       |       |       |       | 1     | 2     |
| 14    | 3     | 4     | 5     | 6     | 7     | 8     | 9     |
| 15    | 10    | 11    | 12    | 13    | 14    | 15    | 16    |
| 16    | 17    | 18    | 19    | 20    | 21    | 22    | 23    |
| 17    | 24    | 25    | 26    | 27    | 28    | 29    | 30    |

| Mai | Mai | Mai | Mai | Mai | Mai | Mai | Mai |
| Kw  | Mo  | Di  | Mi  | Do  | Fr  | Sa  | So  |
| --- | --- | --- | --- | --- | --- | --- | --- |
| 18  | 1   | 2   | 3   | 4   | 5   | 6   | 7   |
| 19  | 8   | 9   | 10  | 11  | 12  | 13  | 14  |
| 20  | 15  | 16  | 17  | 18  | 19  | 20  | 21  |
| 21  | 22  | 23  | 24  | 25  | 26  | 27  | 28  |
| 22  | 29  | 30  | 31  |     |     |     |     |

| Juni | Juni | Juni | Juni | Juni | Juni | Juni | Juni |
| Kw   | Mo   | Di   | Mi   | Do   | Fr   | Sa   | So   |
| ---- | ---- | ---- | ---- | ---- | ---- | ---- | ---- |
| 22   |      |      |      | 1    | 2    | 3    | 4    |
| 23   | 5    | 6    | 7    | 8    | 9    | 10   | 11   |
| 24   | 12   | 13   | 14   | 15   | 16   | 17   | 18   |
| 25   | 19   | 20   | 21   | 22   | 23   | 24   | 25   |
| 26   | 26   | 27   | 28   | 29   | 30   |      |      |

| Juli | Juli | Juli | Juli | Juli | Juli | Juli | Juli |
| Kw   | Mo   | Di   | Mi   | Do   | Fr   | Sa   | So   |
| ---- | ---- | ---- | ---- | ---- | ---- | ---- | ---- |
| 26   |      |      |      |      |      | 1    | 2    |
| 27   | 3    | 4    | 5    | 6    | 7    | 8    | 9    |
| 28   | 10   | 11   | 12   | 13   | 14   | 15   | 16   |
| 29   | 17   | 18   | 19   | 20   | 21   | 22   | 23   |
| 30   | 24   | 25   | 26   | 27   | 28   | 29   | 30   |
| 31   | 31   |      |      |      |      |      |      |

| August | August | August | August | August | August | August | August |
| Kw     | Mo     | Di     | Mi     | Do     | Fr     | Sa     | So     |
| ------ | ------ | ------ | ------ | ------ | ------ | ------ | ------ |
| 31     |        | 1      | 2      | 3      | 4      | 5      | 6      |
| 32     | 7      | 8      | 9      | 10     | 11     | 12     | 13     |
| 33     | 14     | 15     | 16     | 17     | 18     | 19     | 20     |
| 34     | 21     | 22     | 23     | 24     | 25     | 26     | 27     |
| 35     | 28     | 29     | 30     | 31     |        |        |        |

| September | September | September | September | September | September | September | September |
| Kw        | Mo        | Di        | Mi        | Do        | Fr        | Sa        | So        |
| --------- | --------- | --------- | --------- | --------- | --------- | --------- | --------- |
| 35        |           |           |           |           | 1         | 2         | 3         |
| 36        | 4         | 5         | 6         | 7         | 8         | 9         | 10        |
| 37        | 11        | 12        | 13        | 14        | 15        | 16        | 17        |
| 38        | 18        | 19        | 20        | 21        | 22        | 23        | 24        |
| 39        | 25        | 26        | 27        | 28        | 29        | 30        |           |

| Oktober | Oktober | Oktober | Oktober | Oktober | Oktober | Oktober | Oktober |
| Kw      | Mo      | Di      | Mi      | Do      | Fr      | Sa      | So      |
| ------- | ------- | ------- | ------- | ------- | ------- | ------- | ------- |
| 39      |         |         |         |         |         |         | 1       |
| 40      | 2       | 3       | 4       | 5       | 6       | 7       | 8       |
| 41      | 9       | 10      | 11      | 12      | 13      | 14      | 15      |
| 42      | 16      | 17      | 18      | 19      | 20      | 21      | 22      |
| 43      | 23      | 24      | 25      | 26      | 27      | 28      | 29      |
| 44      | 30      | 31      |         |         |         |         |         |

| November | November | November | November | November | November | November | November |
| Kw       | Mo       | Di       | Mi       | Do       | Fr       | Sa       | So       |
| -------- | -------- | -------- | -------- | -------- | -------- | -------- | -------- |
| 44       |          |          | 1        | 2        | 3        | 4        | 5        |
| 45       | 6        | 7        | 8        | 9        | 10       | 11       | 12       |
| 46       | 13       | 14       | 15       | 16       | 17       | 18       | 19       |
| 47       | 20       | 21       | 22       | 23       | 24       | 25       | 26       |
| 48       | 27       | 28       | 29       | 30       |          |          |          |

| Dezember | Dezember | Dezember | Dezember | Dezember | Dezember | Dezember | Dezember |
| Kw       | Mo       | Di       | Mi       | Do       | Fr       | Sa       | So       |
| -------- | -------- | -------- | -------- | -------- | -------- | -------- | -------- |
| 48       |          |          |          |          | 1        | 2        | 3        |
| 49       | 4        | 5        | 6        | 7        | 8        | 9        | 10       |
| 50       | 11       | 12       | 13       | 14       | 15       | 16       | 17       |
| 51       | 18       | 19       | 20       | 21       | 22       | 23       | 24       |
| 52       | 25       | 26       | 27       | 28       | 29       | 30       | 31       |

| Januar | Januar | Januar | Januar | Januar | Januar | Januar | Januar |
| Kw     | Mo     | Di     | Mi     | Do     | Fr     | Sa     | So     |
| ------ | ------ | ------ | ------ | ------ | ------ | ------ | ------ |
| 52     |        |        |        |        |        | 1      | 2      |
| 1      | 3      | 4      | 5      | 6      | 7      | 8      | 9      |
| 2      | 10     | 11     | 12     | 13     | 14     | 15     | 16     |
| 3      | 17     | 18     | 19     | 20     | 21     | 22     | 23     |
| 4      | 24     | 25     | 26     | 27     | 28     | 29     | 30     |
| 5      | 31     |        |        |        |        |        |        |

| Februar | Februar | Februar | Februar | Februar | Februar | Februar | Februar |
| Kw      | Mo      | Di      | Mi      | Do      | Fr      | Sa      | So      |
| ------- | ------- | ------- | ------- | ------- | ------- | ------- | ------- |
| 5       |         | 1       | 2       | 3       | 4       | 5       | 6       |
| 6       | 7       | 8       | 9       | 10      | 11      | 12      | 13      |
| 7       | 14      | 15      | 16      | 17      | 18      | 19      | 20      |
| 8       | 21      | 22      | 23      | 24      | 25      | 26      | 27      |
| 9       | 28      | 29      |         |         |         |         |         |

| März | März | März | März | März | März | März | März |
| Kw   | Mo   | Di   | Mi   | Do   | Fr   | Sa   | So   |
| ---- | ---- | ---- | ---- | ---- | ---- | ---- | ---- |
| 9    |      |      | 1    | 2    | 3    | 4    | 5    |
| 10   | 6    | 7    | 8    | 9    | 10   | 11   | 12   |
| 11   | 13   | 14   | 15   | 16   | 17   | 18   | 19   |
| 12   | 20   | 21   | 22   | 23   | 24   | 25   | 26   |
| 13   | 27   | 28   | 29   | 30   | 31   |      |      |

| April | April | April | April | April | April | April | April |
| Kw    | Mo    | Di    | Mi    | Do    | Fr    | Sa    | So    |
| ----- | ----- | ----- | ----- | ----- | ----- | ----- | ----- |
| 13    |       |       |       |       |       | 1     | 2     |
| 14    | 3     | 4     | 5     | 6     | 7     | 8     | 9     |
| 15    | 10    | 11    | 12    | 13    | 14    | 15    | 16    |
| 16    | 17    | 18    | 19    | 20    | 21    | 22    | 23    |
| 17    | 24    | 25    | 26    | 27    | 28    | 29    | 30    |

| Mai | Mai | Mai | Mai | Mai | Mai | Mai | Mai |
| Kw  | Mo  | Di  | Mi  | Do  | Fr  | Sa  | So  |
| --- | --- | --- | --- | --- | --- | --- | --- |
| 18  | 1   | 2   | 3   | 4   | 5   | 6   | 7   |
| 19  | 8   | 9   | 10  | 11  | 12  | 13  | 14  |
| 20  | 15  | 16  | 17  | 18  | 19  | 20  | 21  |
| 21  | 22  | 23  | 24  | 25  | 26  | 27  | 28  |
| 22  | 29  | 30  | 31  |     |     |     |     |

| Juni | Juni | Juni | Juni | Juni | Juni | Juni | Juni |
| Kw   | Mo   | Di   | Mi   | Do   | Fr   | Sa   | So   |
| ---- | ---- | ---- | ---- | ---- | ---- | ---- | ---- |
| 22   |      |      |      | 1    | 2    | 3    | 4    |
| 23   | 5    | 6    | 7    | 8    | 9    | 10   | 11   |
| 24   | 12   | 13   | 14   | 15   | 16   | 17   | 18   |
| 25   | 19   | 20   | 21   | 22   | 23   | 24   | 25   |
| 26   | 26   | 27   | 28   | 29   | 30   |      |      |

| Juli | Juli | Juli | Juli | Juli | Juli | Juli | Juli |
| Kw   | Mo   | Di   | Mi   | Do   | Fr   | Sa   | So   |
| ---- | ---- | ---- | ---- | ---- | ---- | ---- | ---- |
| 26   |      |      |      |      |      | 1    | 2    |
| 27   | 3    | 4    | 5    | 6    | 7    | 8    | 9    |
| 28   | 10   | 11   | 12   | 13   | 14   | 15   | 16   |
| 29   | 17   | 18   | 19   | 20   | 21   | 22   | 23   |
| 30   | 24   | 25   | 26   | 27   | 28   | 29   | 30   |
| 31   | 31   |      |      |      |      |      |      |

| August | August | August | August | August | August | August | August |
| Kw     | Mo     | Di     | Mi     | Do     | Fr     | Sa     | So     |
| ------ | ------ | ------ | ------ | ------ | ------ | ------ | ------ |
| 31     |        | 1      | 2      | 3      | 4      | 5      | 6      |
| 32     | 7      | 8      | 9      | 10     | 11     | 12     | 13     |
| 33     | 14     | 15     | 16     | 17     | 18     | 19     | 20     |
| 34     | 21     | 22     | 23     | 24     | 25     | 26     | 27     |
| 35     | 28     | 29     | 30     | 31     |        |        |        |

| September | September | September | September | September | September | September | September |
| Kw        | Mo        | Di        | Mi        | Do        | Fr        | Sa        | So        |
| --------- | --------- | --------- | --------- | --------- | --------- | --------- | --------- |
| 35        |           |           |           |           | 1         | 2         | 3         |
| 36        | 4         | 5         | 6         | 7         | 8         | 9         | 10        |
| 37        | 11        | 12        | 13        | 14        | 15        | 16        | 17        |
| 38        | 18        | 19        | 20        | 21        | 22        | 23        | 24        |
| 39        | 25        | 26        | 27        | 28        | 29        | 30        |           |

| Oktober | Oktober | Oktober | Oktober | Oktober | Oktober | Oktober | Oktober |
| Kw      | Mo      | Di      | Mi      | Do      | Fr      | Sa      | So      |
| ------- | ------- | ------- | ------- | ------- | ------- | ------- | ------- |
| 39      |         |         |         |         |         |         | 1       |
| 40      | 2       | 3       | 4       | 5       | 6       | 7       | 8       |
| 41      | 9       | 10      | 11      | 12      | 13      | 14      | 15      |
| 42      | 16      | 17      | 18      | 19      | 20      | 21      | 22      |
| 43      | 23      | 24      | 25      | 26      | 27      | 28      | 29      |
| 44      | 30      | 31      |         |         |         |         |         |

| November | November | November | November | November | November | November | November |
| Kw       | Mo       | Di       | Mi       | Do       | Fr       | Sa       | So       |
| -------- | -------- | -------- | -------- | -------- | -------- | -------- | -------- |
| 44       |          |          | 1        | 2        | 3        | 4        | 5        |
| 45       | 6        | 7        | 8        | 9        | 10       | 11       | 12       |
| 46       | 13       | 14       | 15       | 16       | 17       | 18       | 19       |
| 47       | 20       | 21       | 22       | 23       | 24       | 25       | 26       |
| 48       | 27       | 28       | 29       | 30       |          |          |          |

| Dezember | Dezember | Dezember | Dezember | Dezember | Dezember | Dezember | Dezember |
| Kw       | Mo       | Di       | Mi       | Do       | Fr       | Sa       | So       |
| -------- | -------- | -------- | -------- | -------- | -------- | -------- | -------- |
| 48       |          |          |          |          | 1        | 2        | 3        |
| 49       | 4        | 5        | 6        | 7        | 8        | 9        | 10       |
| 50       | 11       | 12       | 13       | 14       | 15       | 16       | 17       |
| 51       | 18       | 19       | 20       | 21       | 22       | 23       | 24       |
| 52       | 25       | 26       | 27       | 28       | 29       | 30       | 31       |

## Ereignisse

### Politik und Weltgeschehen

#### Vereinigte Staaten von Amerika
- 31. Januar: In den USA werden die Ureinwohner von der Regierung in die Indianerreservate beordert.

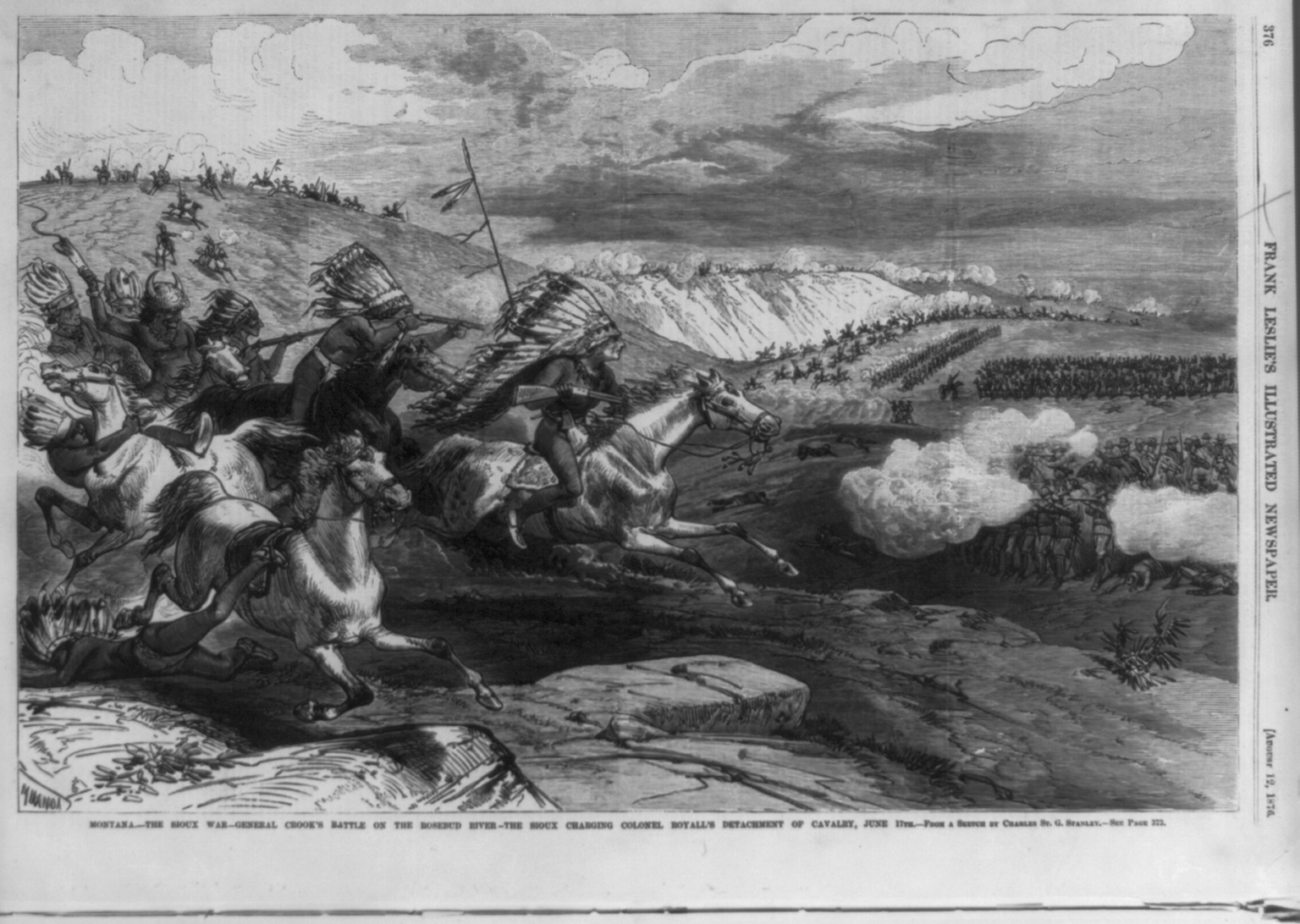
Schlacht am Rosebud (Zeitgenössische Darstellung)

- 17. Juni: Ein Überraschungsangriff von 1.500 Lakota- und Cheyenne-Kriegern in der Schlacht am Rosebud Creek auf etwa 1.000 Soldaten der US-Army unter Befehl des Generals George Crook bringt den vom Häuptling Crazy Horse geführten Indianern Erfolg.
- 25. Juni: In der Schlacht am Little Bighorn im Montana-Territorium wird das siebte US-amerikanische Kavallerieregiment unter George Armstrong Custer von Indianern der Dakota, Lakota-Sioux, Arapaho und Cheyenne unter ihren Anführern Sitting Bull und Crazy Horse vernichtend geschlagen.

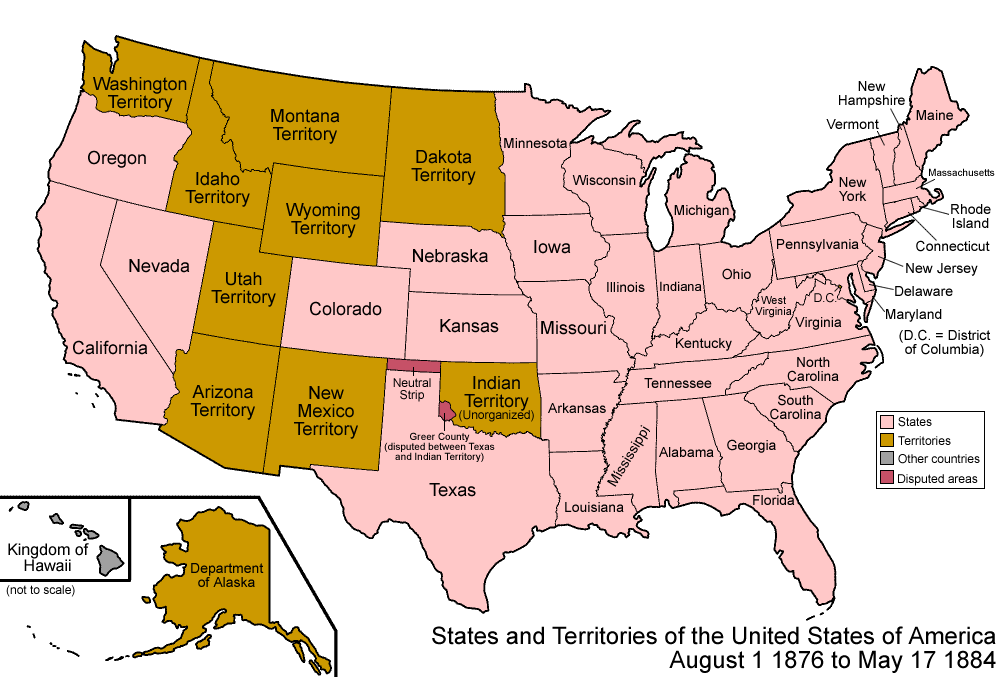
Vereinigte Staaten nach der Aufnahme Colorados

- 01. August: Das bisherige Colorado-Territorium wird unter dem Namen Colorado als 38. Bundesstaat in die Vereinigten Staaten aufgenommen.

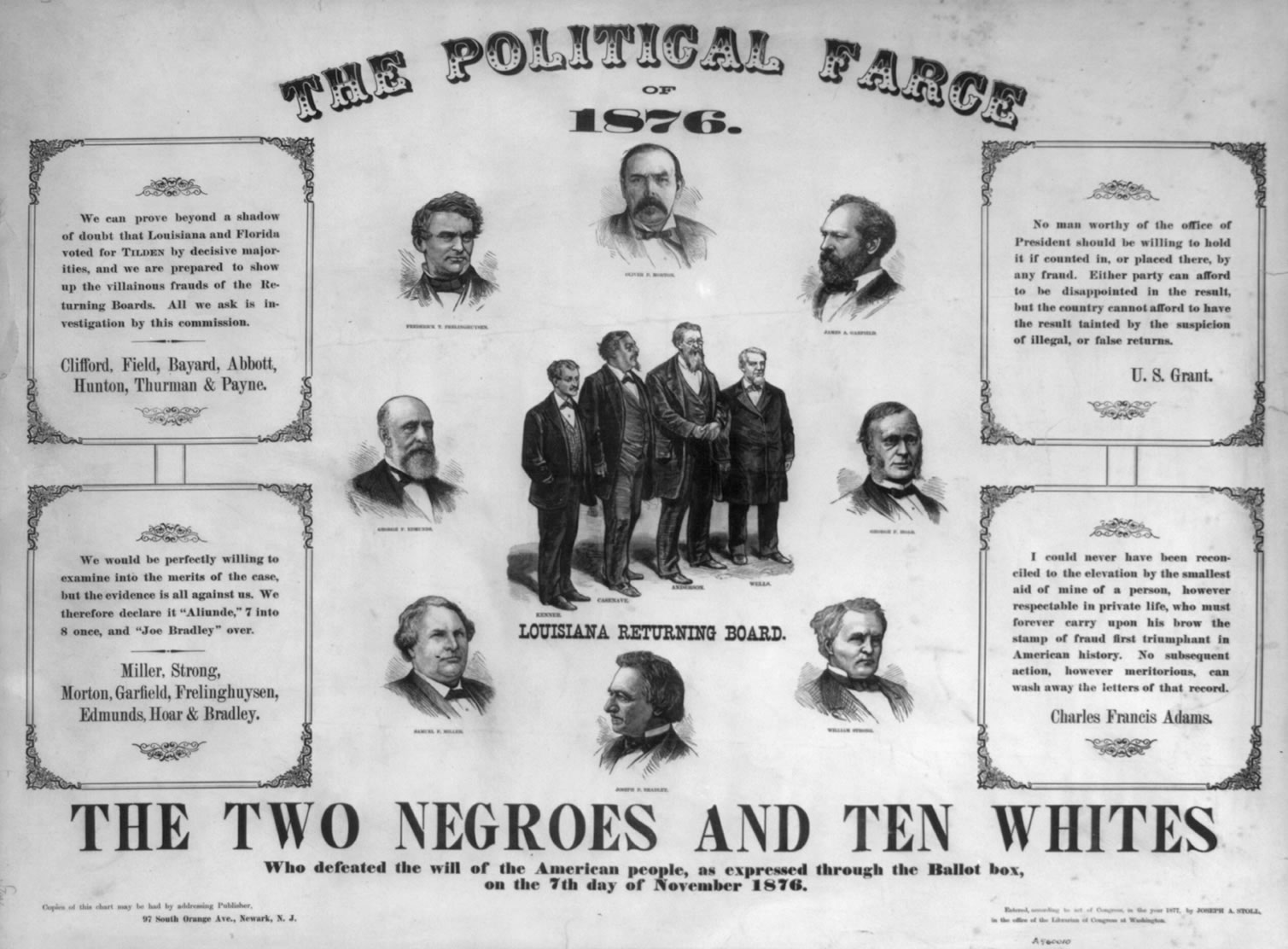
Die politische Farce: Poster als Ausdruck des Protestes gegen die Art der Wahlentscheidung

- 07. November: Die Präsidentschaftswahl in den Vereinigten Staaten 1876 ist eine der knappsten und umstrittensten in der Geschichte der USA. Der Kandidat der Republikaner Rutherford B. Hayes gewinnt mit einer Wahlmännerstimme Mehrheit vor dem Demokraten Samuel J. Tilden, obwohl Tilden insgesamt mehr Stimmen erhält. Die letztlich durch einen politischen Handel entschiedene Wahl wird als Endpunkt der Reconstruction betrachtet.

#### Europa
- 01. Januar: Emil Welti wird zum dritten Mal Schweizer Bundespräsident.
- 01. Januar: Das deutsche Reichsgesetz über die Beurkundung des Personenstandes und die Eheschließung tritt während des Kulturkampfes gegen den Einfluss der katholischen Kirche in Kraft. Die Beurkundung von Geburten, Heiraten und Sterbefällen wird damit von den Kirchenbüchern auf die neu eingeführten Standesämter übertragen. Das Alter der Volljährigkeit wird mit Inkrafttreten des Reichsgesetzes vom 17. Februar 1875 auf 21 Jahre festgelegt.
- 03. April: In Portugal wird die erste Republikanische Partei gegründet.
- 02. Mai: Der Bulgarische Aprilaufstand bricht mit einigen Tagen Verzögerung los. Die Bevölkerung Bulgariens will sich aus der osmanischen Herrschaft befreien.
- 06. Mai: In Thessaloniki werden der deutsche und der französische Konsul von fanatischen Muslimen bei einem Tumult getötet.
- 30. Mai: Der russische Zar Alexander II. unterzeichnet den Emser Erlass im Vier-Türme-Haus in Bad Ems. Dieser verbietet den öffentlichen Gebrauch der ukrainischen Sprache im Russischen Kaiserreich.
- 08. Juli: Mit der mündlich vereinbarten Konvention von Reichstadt werden sich die Großmächte Österreich-Ungarn und das Russische Reich in der Orientalischen Frage einig. Unter anderem wird auf dem Balkan die Einflusssphäre der beiden Mächte mit fast völligem Einvernehmen abgegrenzt.
- 01. November: Der Freundschaftsvertrag zwischen dem Deutschen Reich und Tonga wird unterzeichnet.
- 23. Dezember: Die erste schriftlich fixierte Verfassung des Osmanischen Reiches, wesentlich vom Reformer Midhat Pascha ausgearbeitet, tritt in Kraft.

#### Asien
- 26. Februar: Japan zwingt Korea in einen Freundschaftsvertrag und öffnet drei Häfen des Landes für den Welthandel.
- 29. April: Queen Victoria wird durch einen britischen Parlamentsbeschluss der Titel Kaiserin von Indien zuerkannt.
- Die usbekische Stadt Kokand im Fergana-Tal wird vom russischen General Konstantin Petrowitsch von Kaufmann erobert und das Khanat Kokand aufgelöst.

### Wirtschaft

#### Geld- und Postwesen
- 01. Januar: Im Deutschen Reich wird die Reichsbank gegründet, gleichzeitig wird die Mark als Einheitswährung in allen deutschen Bundesstaaten eingeführt.
- 13. April: Das Osmanische Reich erklärt seinen Staatsbankrott. Der finanzielle Ruin hat sich bereits ein halbes Jahr zuvor abgezeichnet, als am 6. Oktober 1875 die Zinszahlungen für seine Auslandsschulden auf die Hälfte herabgesetzt wurden.
- 01. Dezember: Berlin verfügt über das erste städtische Rohrpostnetz, das auch der Öffentlichkeit zugänglich ist.

#### Weltausstellung

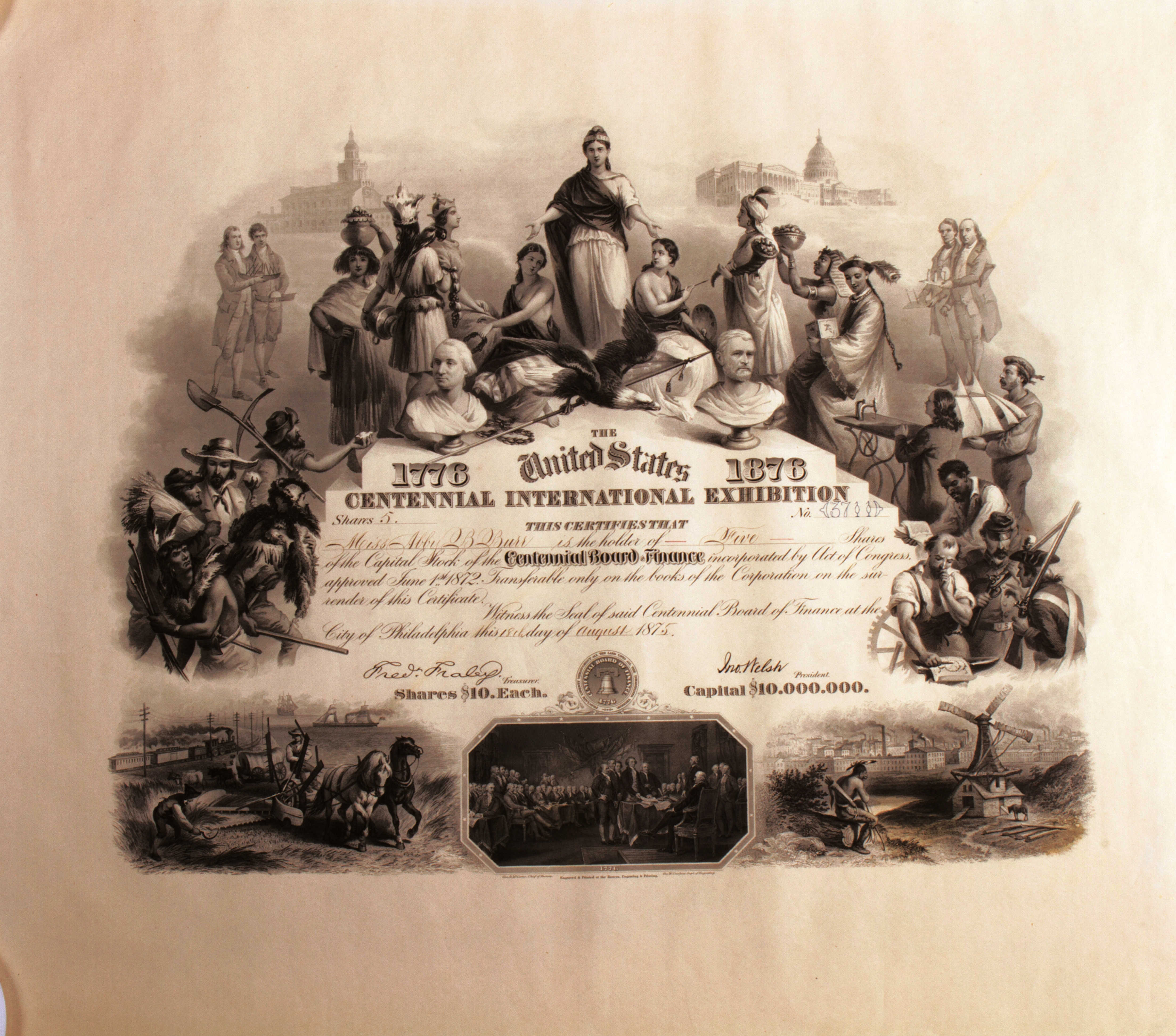
Aktie des Centennial Board of Finance vom 18. August 1875 für die Centennial International Exhibition 1876

- 10. Mai bis 10. September: in Philadelphia findet die zweite in den USA veranstaltete Weltausstellung statt, die zur Feier des einhundertjährigen Bestehens der US-Verfassung den Namen Centennial Exhibition trägt.

#### Patente
- 07. März: Alexander Graham Bell erhält ein US-Patent auf die Erfindung des Telefons.
- 19. September: Melville Bissell in Grand Rapids (Michigan) wird für den ersten funktionierenden Staubsauger (Carpet Sweeper) das Patent erteilt.

#### Unternehmensgründungen
- 15. Januar: Als erste Zeitschrift in Afrikaans erscheint Die Afrikaansche Patriot, herausgegeben von der Genootskap van Regte Afrikaners in der südafrikanischen Stadt Paarl.
- 05. März: Eugenio Torelli Viollier gründet in Mailand die Tageszeitung Corriere della Sera.
- 01. April: Benno Orenstein und Arthur Koppel gründen ein Maschinenbau-Unternehmen, das sich als Orenstein & Koppel einen Namen macht.
- 26. September: Das Unternehmen Henkel wird in Aachen gegründet.
- 04. Dezember: Der Belgier Georges Nagelmackers gründet die Compagnie Internationale des Wagons-Lits.

#### Verkehr
- 15. Mai: Der erste Zug fährt auf der Bahnstrecke Ducherow–Heringsdorf–Wolgaster Fähre von Berlin auf die Insel Usedom. Die Bahnstrecke wurde von der Berlin-Stettiner Eisenbahn-Gesellschaft errichtet.

### Wissenschaft und Technik
- 09. Mai: Nikolaus Otto nimmt seinen ersten Viertaktmotor in Betrieb.

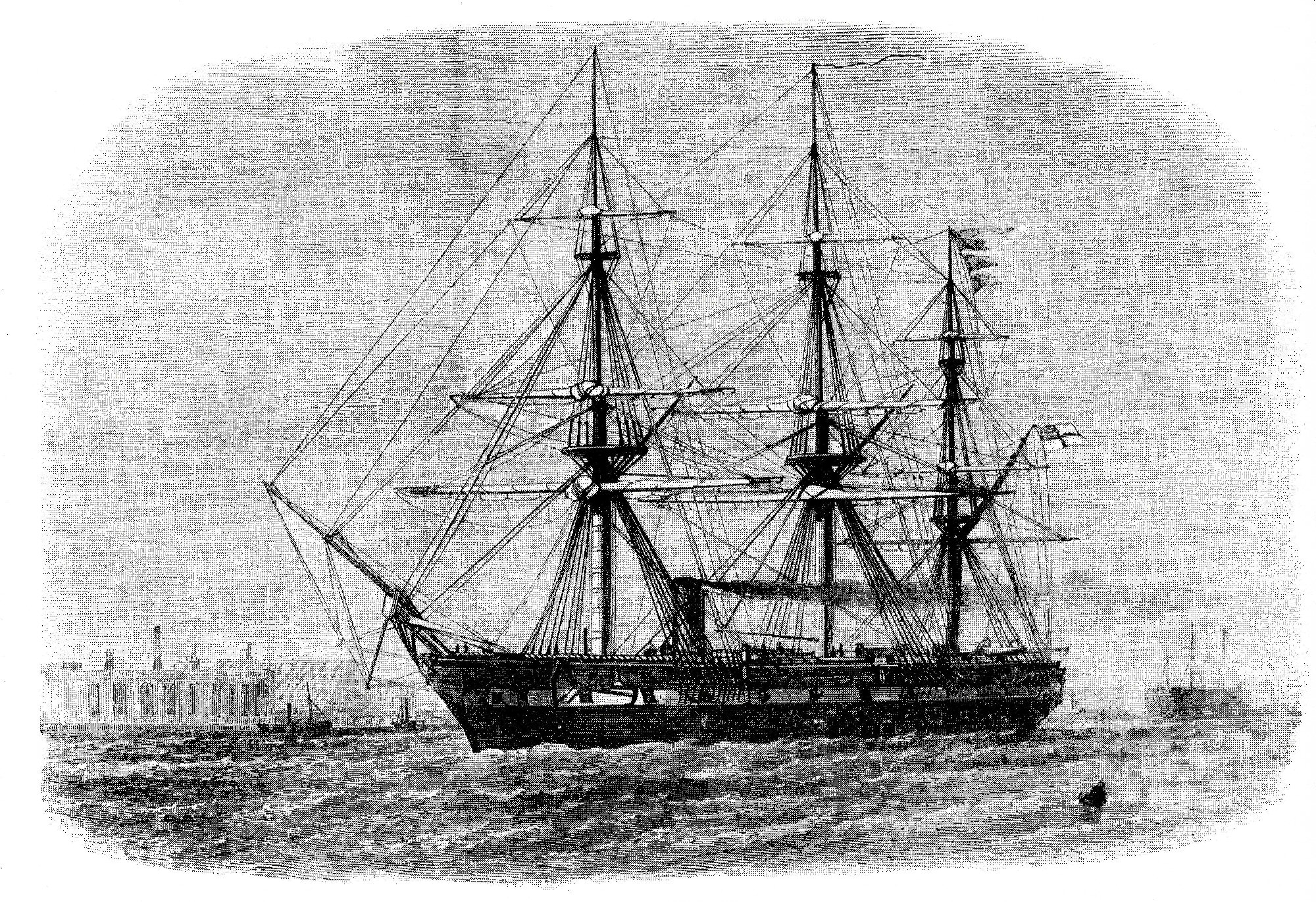
HMS Challenger

- 24. Mai: Die britische Korvette Challenger, die 1872 unter Kapitän George Nares zur Challenger-Expedition ausgelaufen ist, kehrt nach ihrer Weltumrundung nach Portsmouth zurück. Die Expedition unter der wissenschaftlichen Leitung von Charles Wyville Thomson und seinem Assistenten John Murray liefert eine Fülle wissenschaftlichen Materials über den Ozeanboden und begründet die moderne Ozeanographie.
- 16. Juli: Édouard Jean-Marie Stephan sichtet im Sternbild Leier die Galaxie NGC 6657.
- 27. August: Ernst Wilhelm Leberecht Tempel entdeckt im Sternbild Walfisch die elliptische Galaxie NGC 113.
- 25. Oktober: Édouard Jean-Marie Stephan erblickt im Sternbild Pegasus die Galaxie mit der späteren Bezeichnung NGC 7777.
- 01. November: Der Nordseekanal in den Niederlanden wird von König Wilhelm III. feierlich eröffnet.
- 17. November: Die Galaxie NGC 202 wird von Édouard Jean-Marie Stephan im Sternbild Fische aufgespürt.
- 22. November: Édouard Jean-Marie Stephan bemerkt im Sternbild Andromeda die Galaxie NGC 846.
- 11. Dezember: Édouard Jean-Marie Stephan entdeckt im Sternbild Andromeda die Galaxie NGC 812.
- Erste Durchführung einer Strumaresektion durch Emil Theodor Kocher.
- Friedrich Nobbe veröffentlicht sein Handbuch der Samenkunde, das zu den bedeutendsten Werken der wissenschaftlichen Landbauliteratur gehört.
- Der Mediziner und Anthropologe Rudolf Virchow untersuchte die Haut-, Haar und Augenfarbe deutscher Schüler, um die von einem französischen Wissenschaftler behauptete „finnische“ Herkunft der „preußischen Rasse“ zu widerlegen.[1]

### Kultur

#### Bildende Kunst

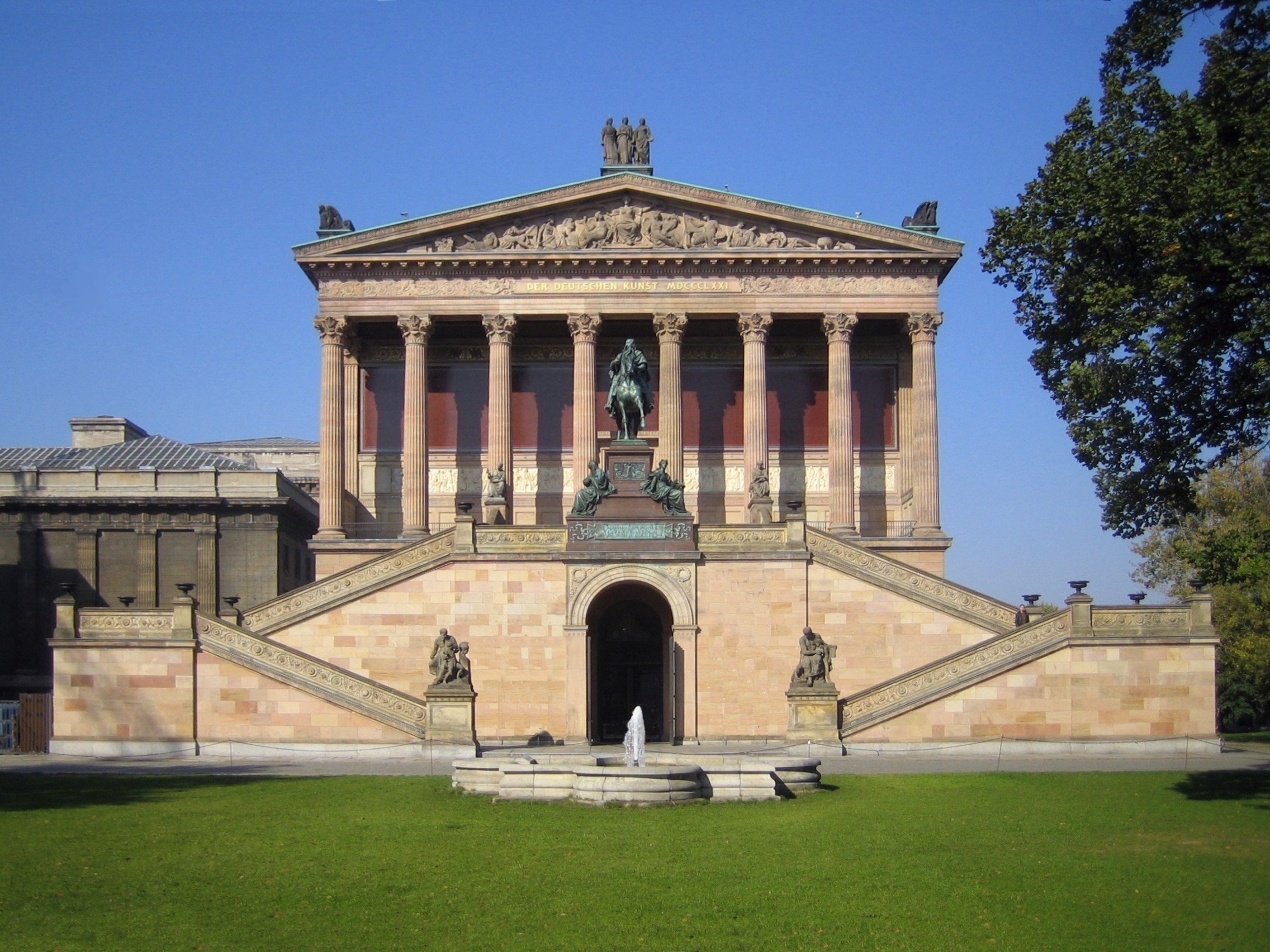
Alte Nationalgalerie

- 22. März: In Berlin wird im Beisein von Kaiser Wilhelm I. die von Heinrich Strack nach Plänen von Friedrich August Stüler im Stil des Klassizismus errichtete Nationalgalerie eröffnet. Von der Planung bis zur Fertigstellung sind 14 Jahre vergangen.
- 04. Juli: Das Museum of Fine Arts, Boston wird eröffnet.

Bal du moulin de la Galette

- Pierre-Auguste Renoir malt das Gemälde Bal du moulin de la Galette.
- Die Centennial Exhibition in Philadelphia ist der Anlass für die Gründung des Philadelphia Museum of Art, das im folgenden Jahr eröffnet wird.

#### Literatur

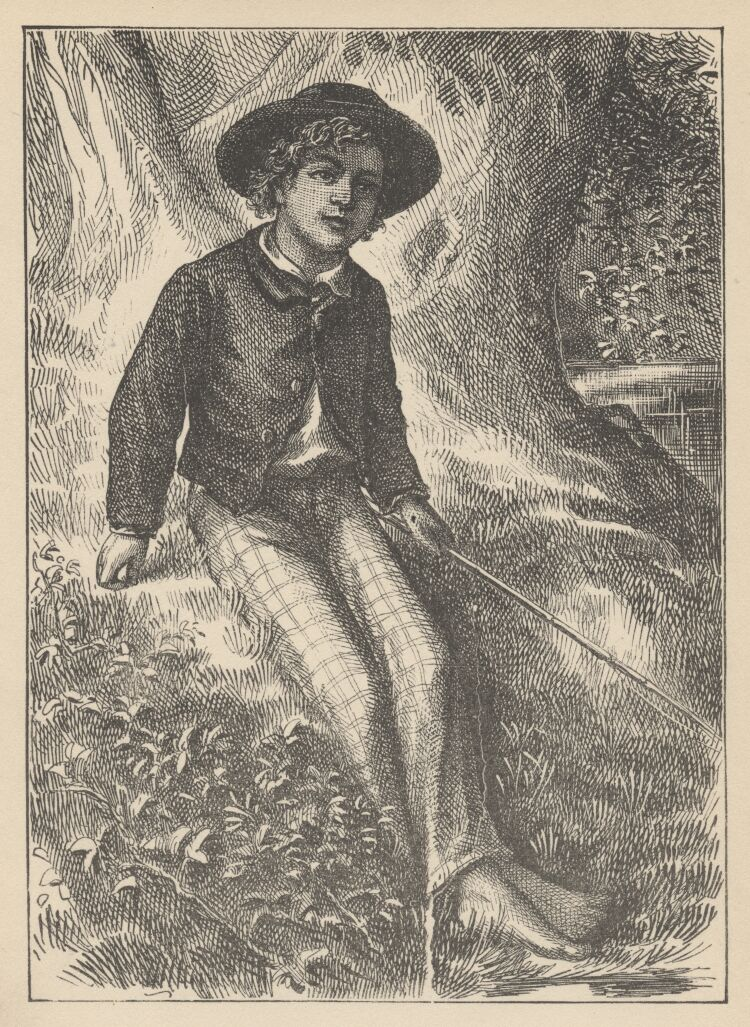
Tom Sawyer, Titelblatt der Erstausgabe

#### Musik und Theater
- 05. Januar: Am Carltheater in Wien hat Franz von Suppès dreiaktige Operette Fatinitza nach einem Libretto von Camillo Walzel und Richard Genée ihre Uraufführung.
- 16. Januar: Die Uraufführung der romantischen Oper Die Hochländer von Franz von Holstein findet in Mannheim statt.
- 13. Februar: Die Uraufführung der Oper Angelo von César Cui erfolgt in Moskau.
- 24. Februar: Henrik Ibsens dramatisches Gedicht Peer Gynt wird mit Edvard Griegs Bühnenmusik im Christiania Theater in Christiania, dem heutigen Oslo, uraufgeführt.
- 13. August: In Bayreuth finden die ersten Richard-Wagner-Festspiele statt. Richard Wagner selbst inszeniert erstmals den kompletten Ring des Nibelungen in einer zusammenhängenden Aufführung. Zu den Gästen gehören Franz Liszt, Anton Bruckner, Karl Klindworth, Camille Saint-Saëns, Peter Tschaikowski, Edvard Grieg, Lew Tolstoi, Paul Lindau, Friedrich Nietzsche und Gottfried Semper, ferner Kaiser Wilhelm I., Kaiser Pedro II. von Brasilien und König Karl von Württemberg. König Ludwig II. von Bayern besucht vom 6. bis zum 9. August die Generalproben und kehrt erst zum dritten und letzten Aufführungszyklus zurück, wobei er sich allen öffentlichen Huldigungen entzieht.
- 16. August: Im Bayreuther Festspielhaus findet unter der Leitung von Hans Richter die Uraufführung der Oper Siegfried, des zweiten Tages der Tetralogie Der Ring des Nibelungen von Richard Wagner, statt.
- 17. August: Die Oper Götterdämmerung hat im Rahmen der ersten Bayreuther Festspiele ihre Uraufführung.
- 30. August: Mit der dritten Aufführung der Oper Götterdämmerung werden die ersten Bayreuther Festspiele beendet.

Bühnenbildentwürfe für das Festspielhaus Bayreuth 1876 von Josef Hoffmann
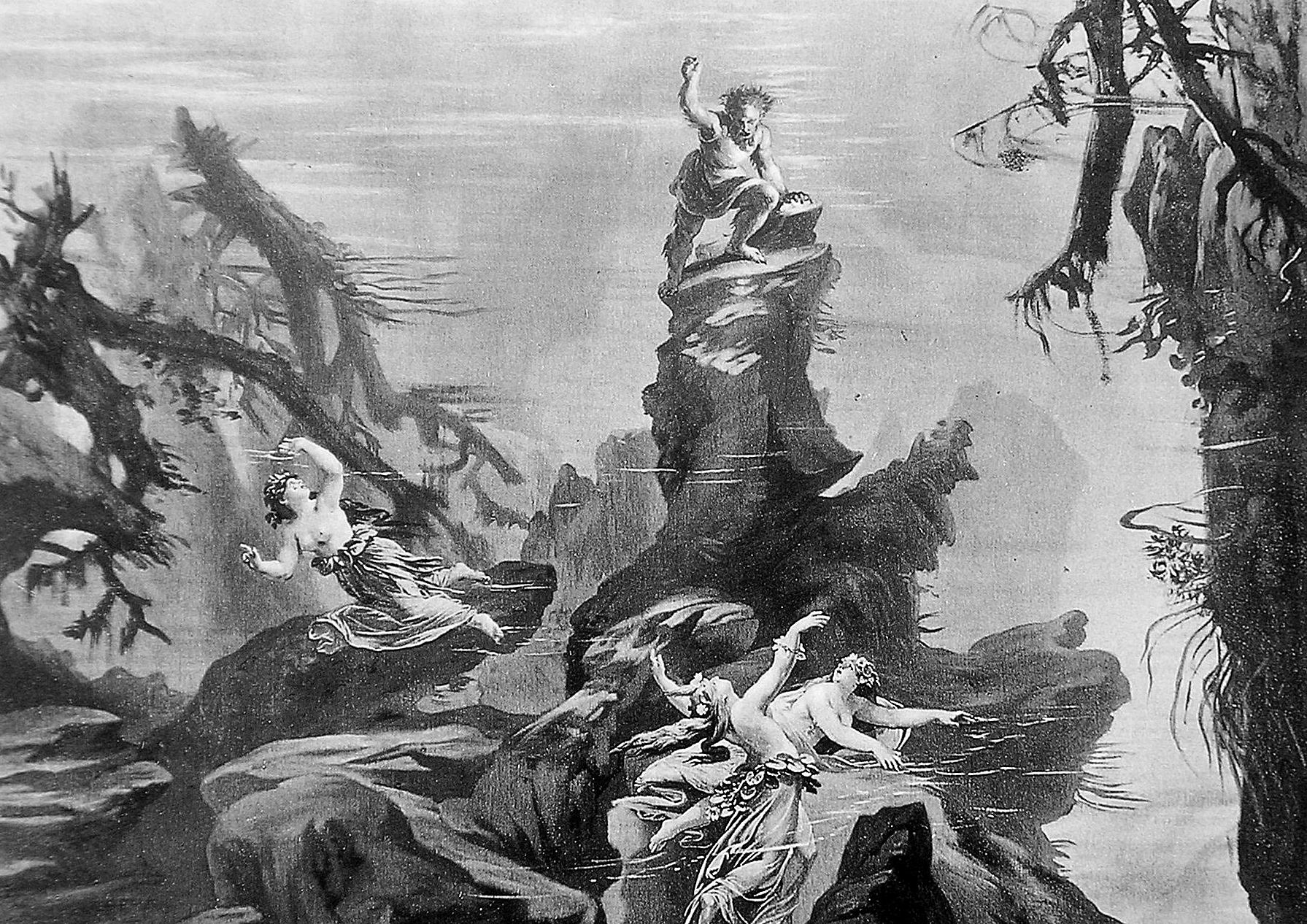
Rheingold
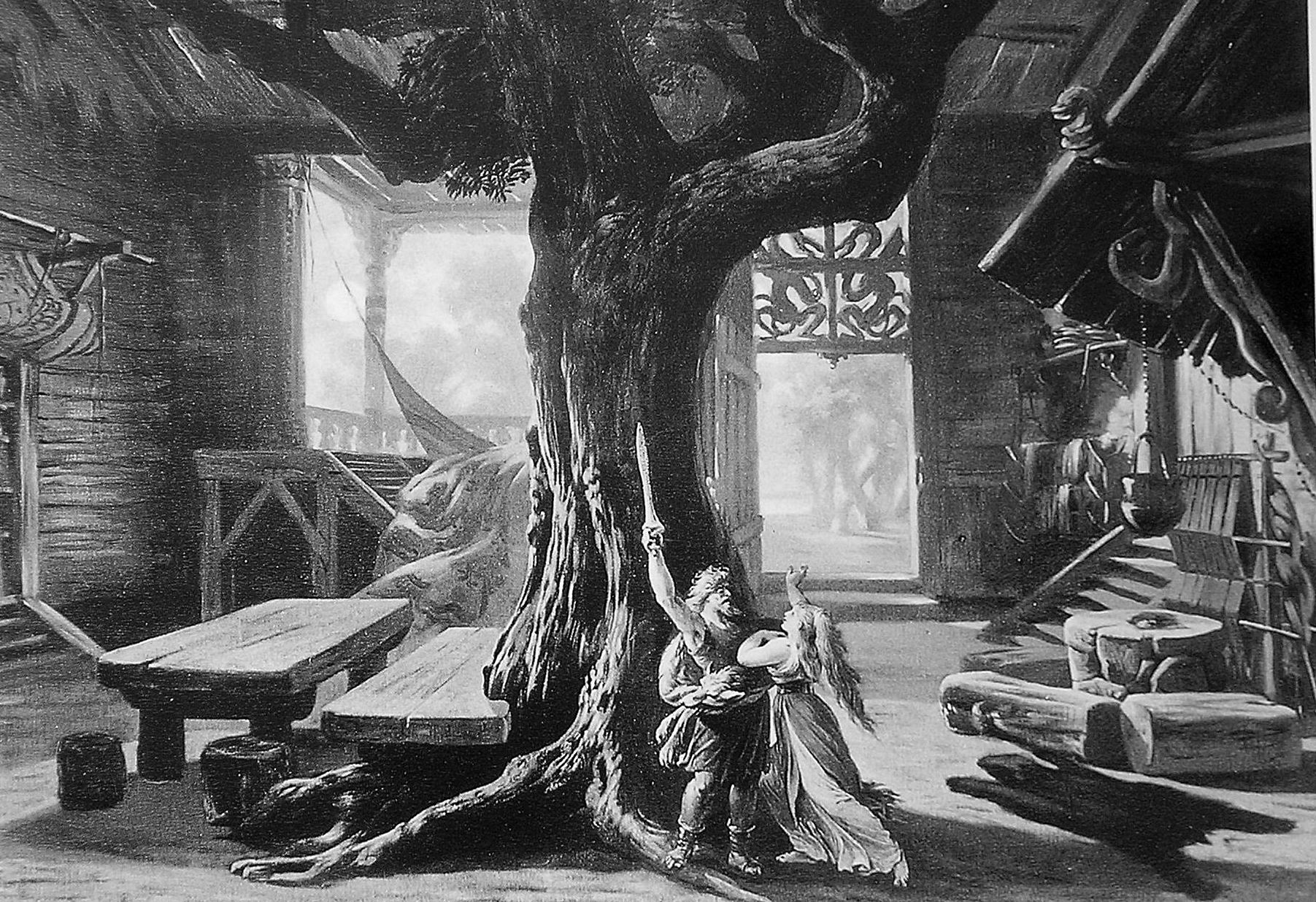
Walküre
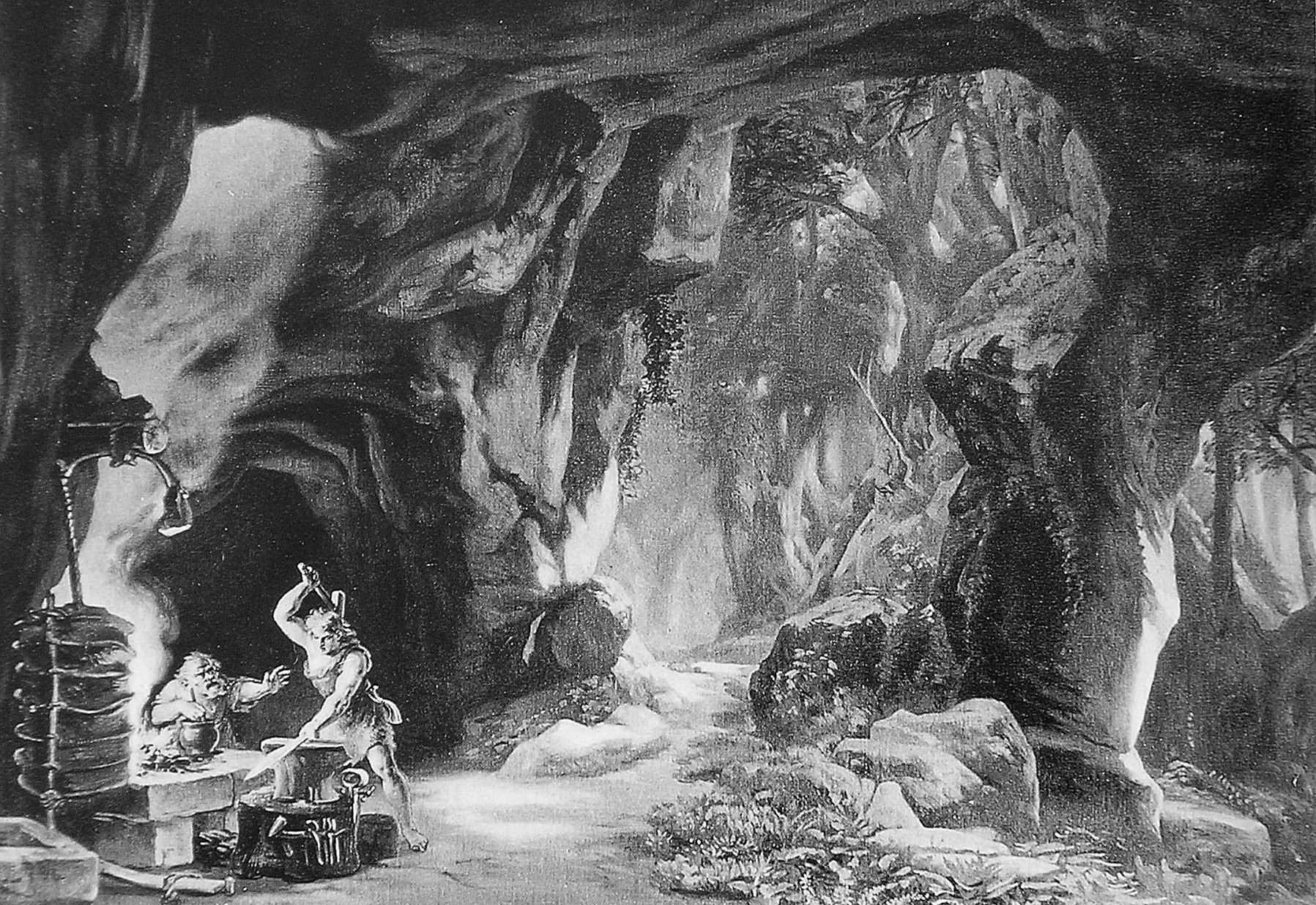
Siegfried
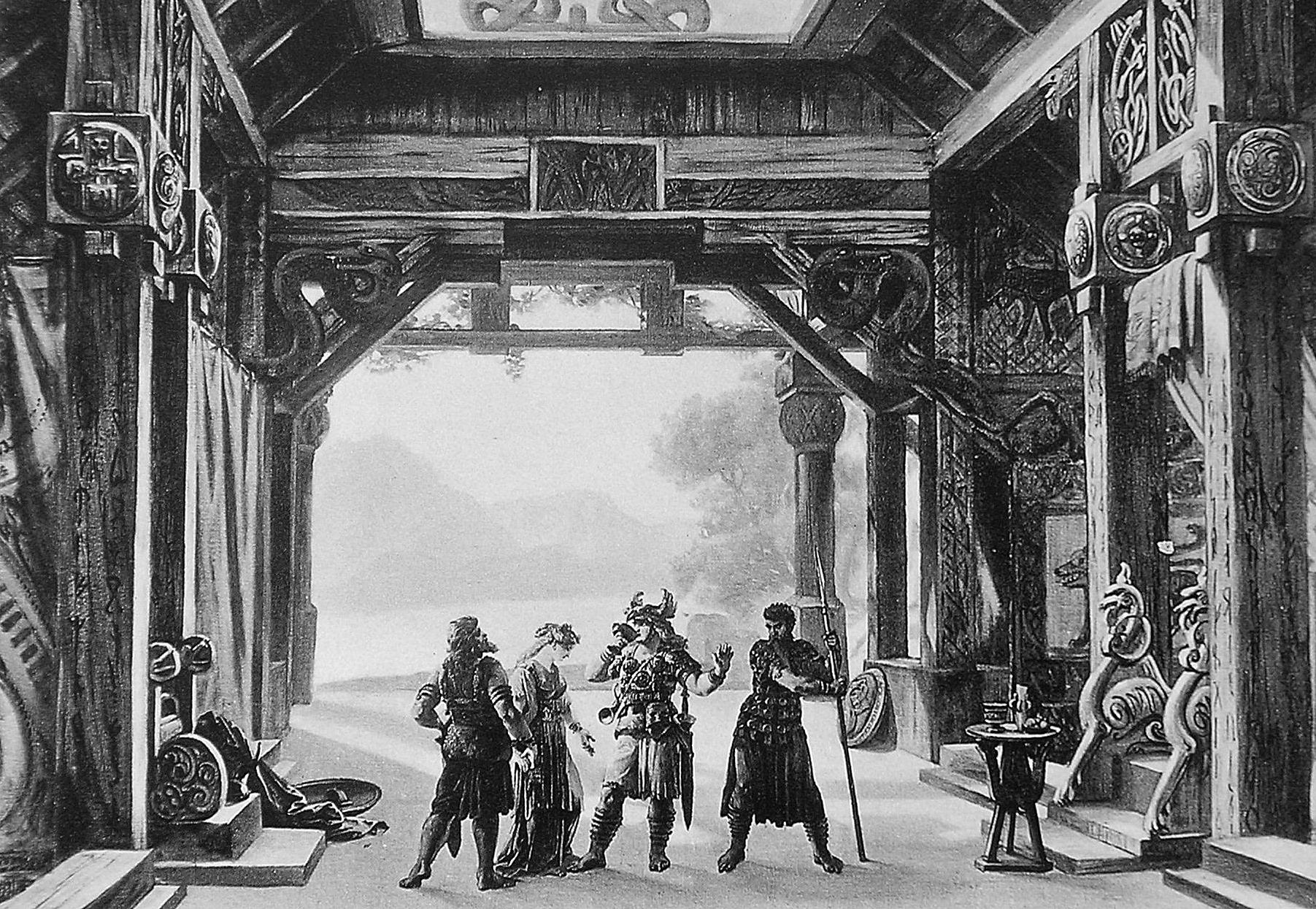
Götterdämmerung

- 24. Oktober: Die Uraufführung der komischen Oper Der Seekadett von Richard Genée findet am Theater an der Wien in Wien statt.
- 07. November: Die Oper Der Kuß von Bedřich Smetana wird in Prag uraufgeführt.
- 06. Dezember: an der Hofoper in Sankt Petersburg erfolgt die Uraufführung der Oper Wakula der Schmied (zweite Fassung als Pantöffelchen oder Tscherewitschki) von Pjotr Iljitsch Tschaikowski.

### Gesellschaft

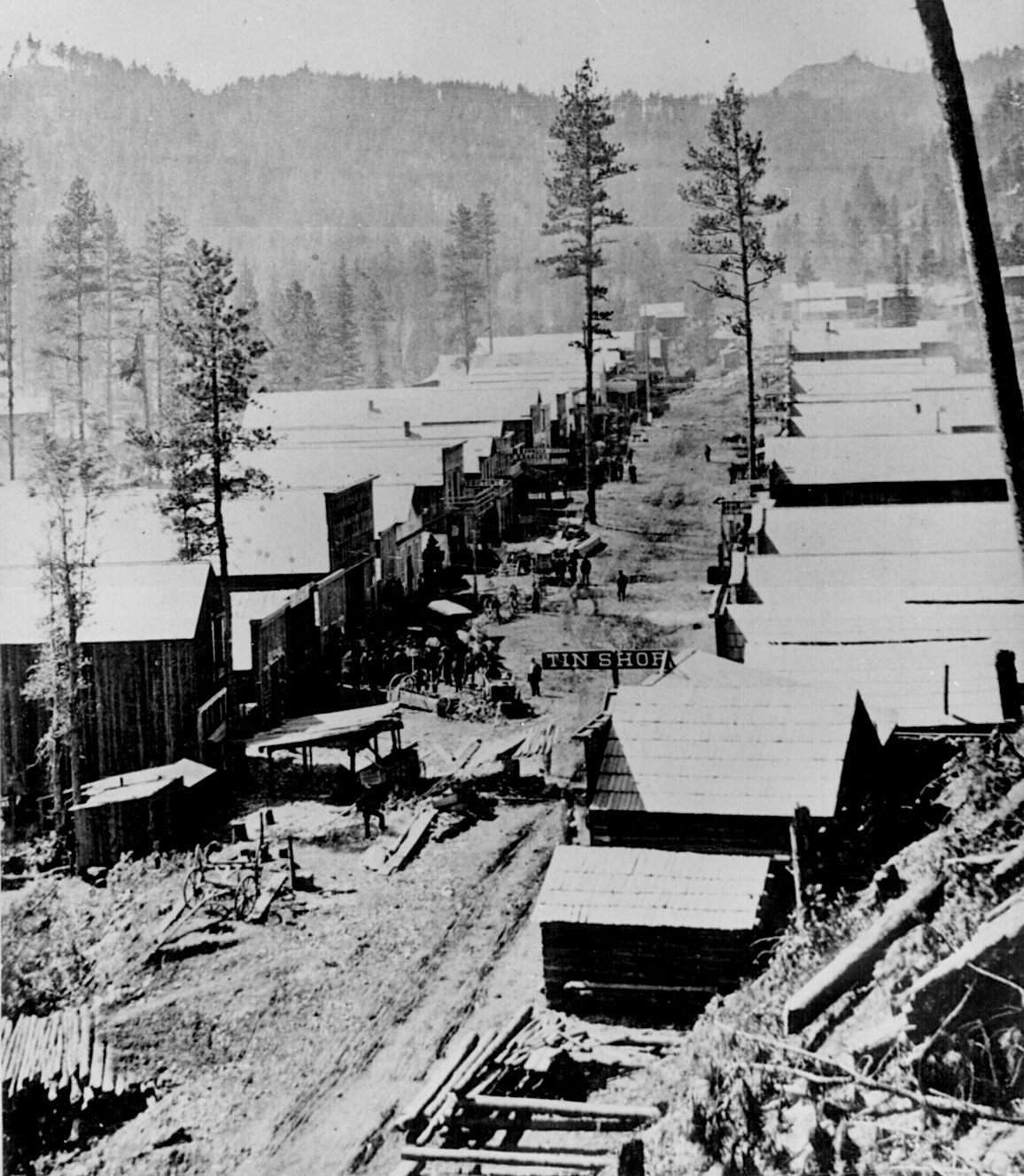
Deadwood 1876

- Aus einem Zeltlager während des Goldrauschs im Dakota-Territorium entsteht der Ort Deadwood. Da die unter anderem von Al Swearengen gegründete Stadt illegal in den Black Hills im Indianergebiet errichtet wurde, kommt es immer wieder zu Konflikten mit den Sioux.

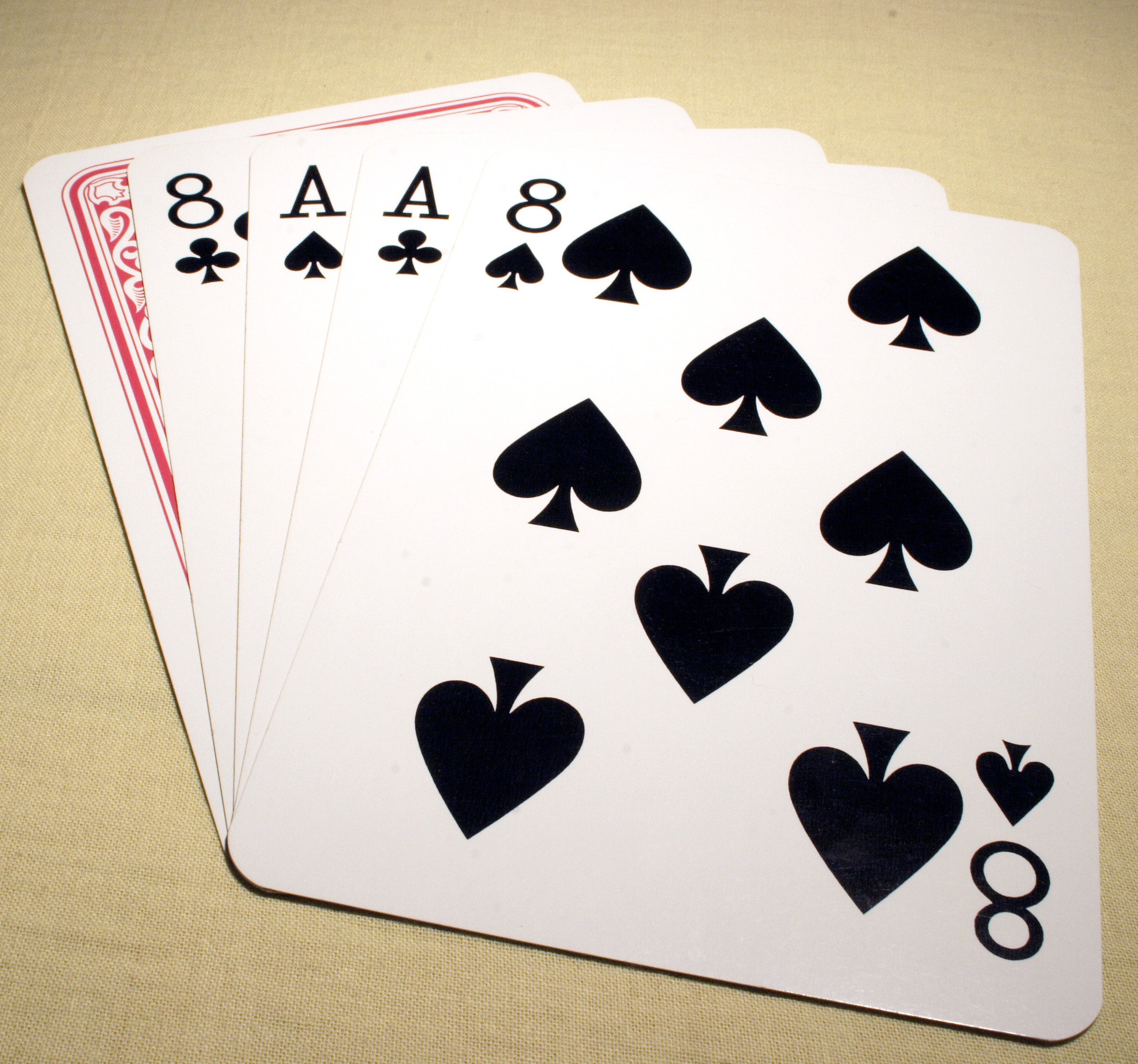
Kartenkonstellation Dead Man’s Hand

- 02. August: In Deadwood erschießt Jack McCall hinterrücks den Westernhelden „Wild Bill“ Hickok beim Draw Poker im Saloon No. 10. Sein vor dem Tod gehaltenes Blatt wird unter Spielern als Dead Man’s Hand bekannt.
- Seth Bullock wird zum ersten Sheriff in Deadwood gewählt.

### Religion
- 03. Juli: Erste der Marienerscheinungen in Marpingen 1876/1877
- Gründung der unitarischen Religionsgemeinschaft Freier Protestanten in Rheinhessen

### Katastrophen
- 29. Dezember: Der Eisenbahnunfall von Ashtabula wird zum bis dahin schwersten Zugunglück in den Vereinigten Staaten. Beim Passieren einer zusammenbrechenden Brücke stürzt ein mit etwa 150 Reisenden besetzter Personenzug in den Ashtabula River. 92 Menschen sterben, 64 Verletzte werden geborgen.

### Sport
- 02. Februar: In den Vereinigten Staaten wird die National League im Baseball gegründet, in der aufgrund der Rassentrennung ausschließlich Weiße spielberechtigt sind.
- 26. April: In Kopenhagen wird der Sportklub Kjøbenhavns Boldklub gegründet.
- 24. November: Der Steiner Ruderclub wird als einer der ersten in Österreich gegründet.

## Historische Karten und Ansichten

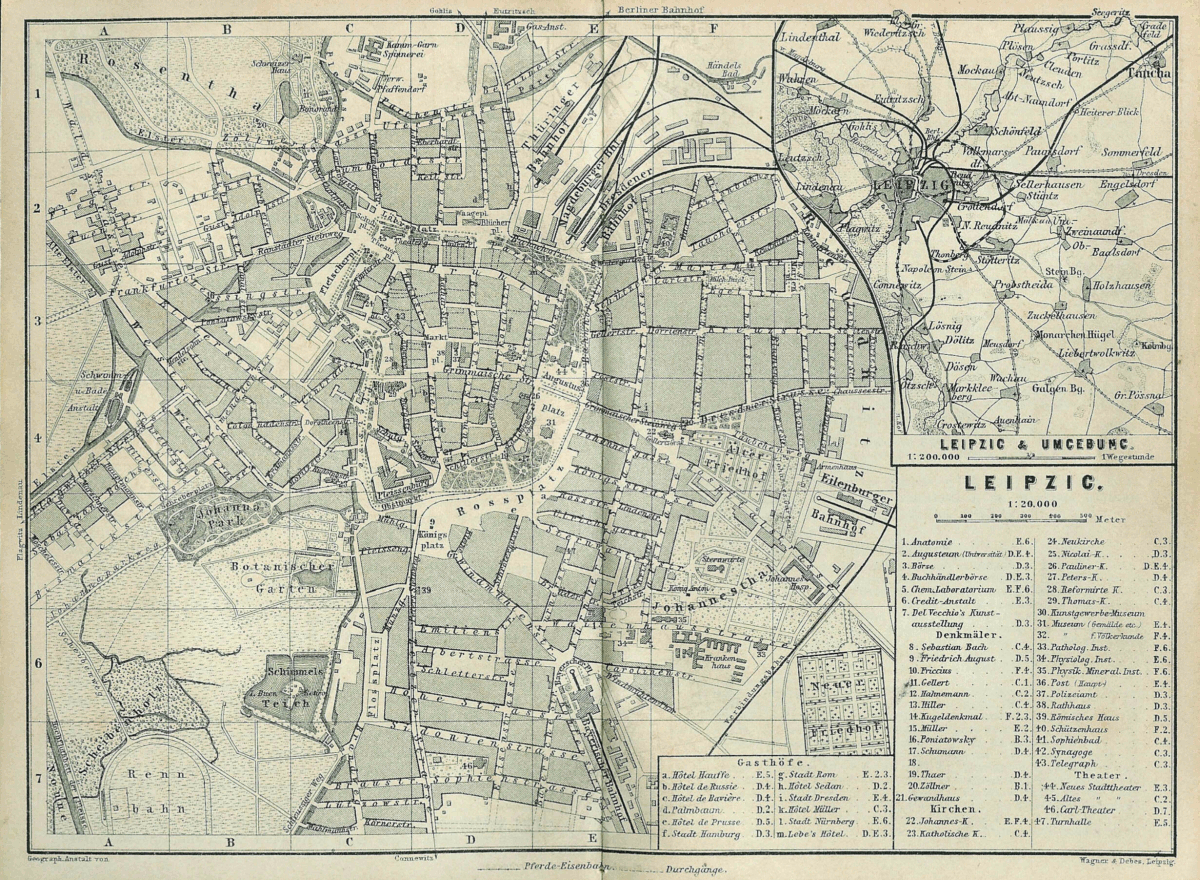
Historischer Stadtplan und Umgebungskarte von Leipzig 1876

## Geboren

### Januar
- 01. Januar: Eduardo Dagnino, italienischer Komponist, Musikwissenschaftler und Schachspieler († 1944)
- 01. Januar: Lodewijk van Mierop, niederländischer Pazifist und Anarchist († 1930)

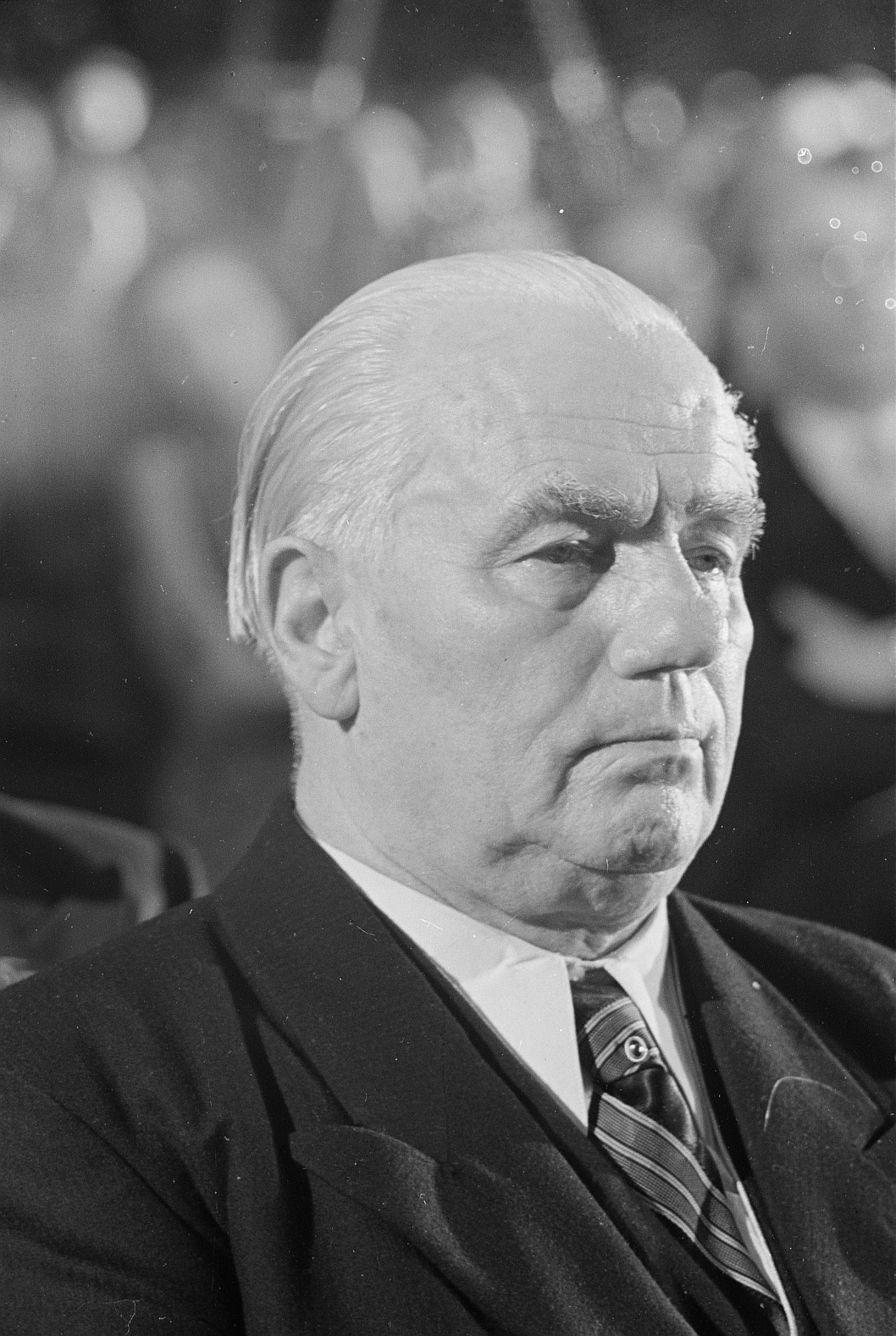
Wilhelm Pieck

- 03. Januar: Wilhelm Pieck, deutscher Politiker und Präsident der DDR († 1960)

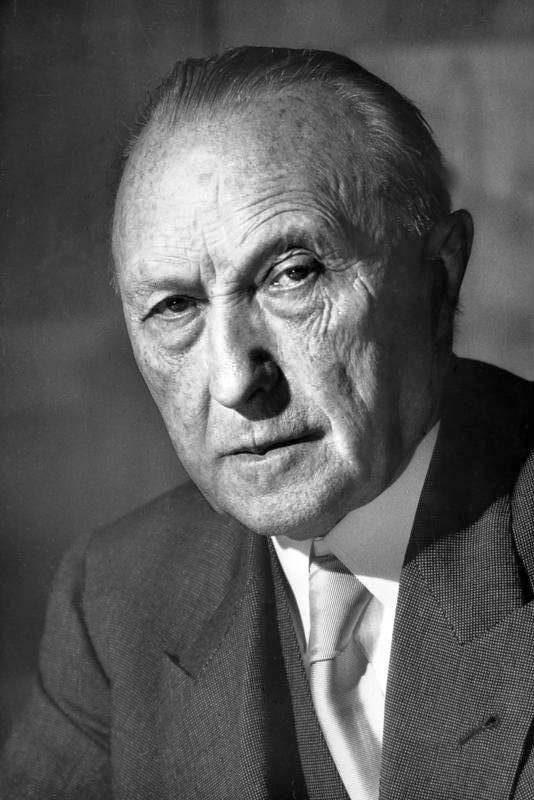
Konrad Adenauer, 1952

- 05. Januar: Konrad Adenauer, deutscher Politiker und Bundeskanzler († 1967)
- 07. Januar: Karl von der Aa, deutscher Wirtschaftspädagoge († 1937)
- 07. Januar: Gertraud Rostosky, deutsche Malerin († 1959)
- 09. Januar: Hans Bethge, deutscher Dichter († 1946)
- 09. Januar: Robert Michels, deutscher Soziologe († 1936)
- 10. Januar: Thomas Alva Edison jr., US-amerikanischer Erfinder († 1935)
- 11. Januar: Thomas Hicks, US-amerikanischer Leichtathlet († 1952)
- 12. Januar: Jack London, US-amerikanischer Schriftsteller († 1916)
- 12. Januar: Ermanno Wolf-Ferrari, deutsch-italienischer Komponist († 1948)
- 13. Januar: Carl Andres, deutscher Gutsbesitzer, Weinbaulobbyist und Politiker († 1935)
- 13. Januar: Georg Baesecke, deutscher Altgermanist († 1951)
- 13. Januar: Erhard Schmidt, deutscher Mathematiker († 1959)
- 15. Januar: Willem van der Woude, niederländischer Mathematiker († 1974)
- 18. Januar: Meschadi Asisbekow, aserbaidschanischer Politiker († 1918)
- 18. Januar: Rodolphe Plamondon, kanadischer Sänger, Cellist und Musikpädagoge († 1940)
- 19. Januar: Dragotin Kette, slowenischer Schriftsteller († 1899)
- 20. Januar: Lucien Boyer, französischer Chansonnier und Komponist († 1942)
- 20. Januar: Józef Hofmann, polnisch-amerikanischer Pianist († 1957)
- 21. Januar: Dietloff von Arnim, deutscher Kommunalpolitiker († 1945)
- 22. Januar: James H. Higgins, US-amerikanischer Politiker († 1927)
- 23. Januar: Otto Adler, deutscher Gewerkschaftsfunktionär († 1948)

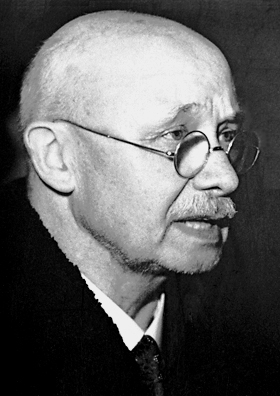
Otto Diels

Minna Bollmann

- 23. Januar: Otto Diels, deutscher Chemiker († 1954)
- 23. Januar: Rupert Mayer, deutscher Jesuitenpater († 1945)
- 24. Januar: Friedrich von Buch, deutscher General († 1959)
- 24. Januar: Davis Elkins, US-amerikanischer Politiker († 1959)
- 25. Januar: Herbert Eulenberg, deutscher Dichter und Schriftsteller († 1949)
- 26. Januar: Josef Bohatec, tschechischer Philosoph und Theologe († 1954)
- 27. Januar: Philipp Stauff, deutscher Journalist und Schriftsteller († 1923)
- 27. Januar: Karl Stiegler, österreichischer Hornist und Professor († 1932)
- 29. Januar: Havergal Brian, englischer Komponist († 1972)
- 29. Januar: Ludolf Nielsen, dänischer Komponist († 1939)
- 29. Januar: Pedro Sinzig, Franziskaner, brasilianischer Schriftsteller, Journalist und Komponist († 1952)
- 31. Januar: Minna Bollmann, deutsche Politikerin (SPD), Mitglied der Weimarer Nationalversammlung und Widerstandskämpferin († 1935)

### Februar
- 01. Februar: Prosper L’Orange, deutscher Ingenieur und Erfinder († 1939)
- 06. Februar: Eugène-Henri Gravelotte, französischer Fechter († 1939)
- 06. Februar: Wilhelm Schmidtbonn, deutscher Schriftsteller († 1952)

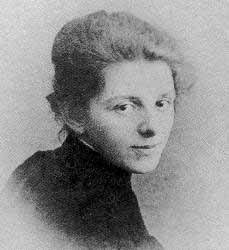
Paula Modersohn-Becker, 1895

- 08. Februar: Paula Modersohn-Becker, deutsche Malerin (Expressionismus) († 1907)
- 15. Februar: Sofia Laskaridou, griechische Malerin des Post-Impressionismus († 1965)
- 15. Februar: Ernest Wilson, britischer Botaniker und Pflanzenjäger († 1930)
- 16. Februar: Mack Swain, US-amerikanischer Schauspieler († 1935)
- 17. Februar: Hans Bernoulli, Schweizer Architekt und Professor († 1959)
- 19. Februar: Constantin Brâncuși, rumänisch-französischer Bildhauer und Fotograf († 1957)
- 19. Februar: Arthur von Gerlach, deutscher Film- und Theaterregisseur († 1925)
- 21. Februar: Sophie von Arnim, deutsche Schriftstellerin († 1949)
- 21. Februar: Joseph Meister, Franzose, erster erfolgreich gegen Tollwut geimpfter Mensch († 1940)
- 22. Februar: Ita Wegman, niederländische Ärztin, Mitbegründerin der anthroposophischen Medizin († 1943)
- 23. Februar: Camille Couture, kanadischer Violinist, Musikpädagoge und Geigenbauer († 1961)
- 24. Februar: Rudolf Grashey, deutscher Radiologe und Arzt († 1950)
- 25. Februar: Philip Graves, britischer Journalist († 1953)
- 28. Februar: John Alden Carpenter, US-amerikanischer Komponist († 1951)

### März
- 01. März: Henri de Baillet-Latour, französischer Präsident des Internationalen Olympischen Komitees (IOC) († 1942)
- 01. März: Arthur Ruppin, Zionist und Wegbereiter zur Gründung der Stadt Tel Aviv († 1943)
- 02. März: Pius XII., Papst von 1939 bis 1958 († 1958)
- 04. März: Jakob Buchli, Schweizer Konstrukteur im Bereich des Lokomotivbaus († 1945)
- 04. März: Ásgrímur Jónsson, isländischer Maler († 1958)
- 04. März: Martin Schenck, deutscher Biochemiker († 1960)

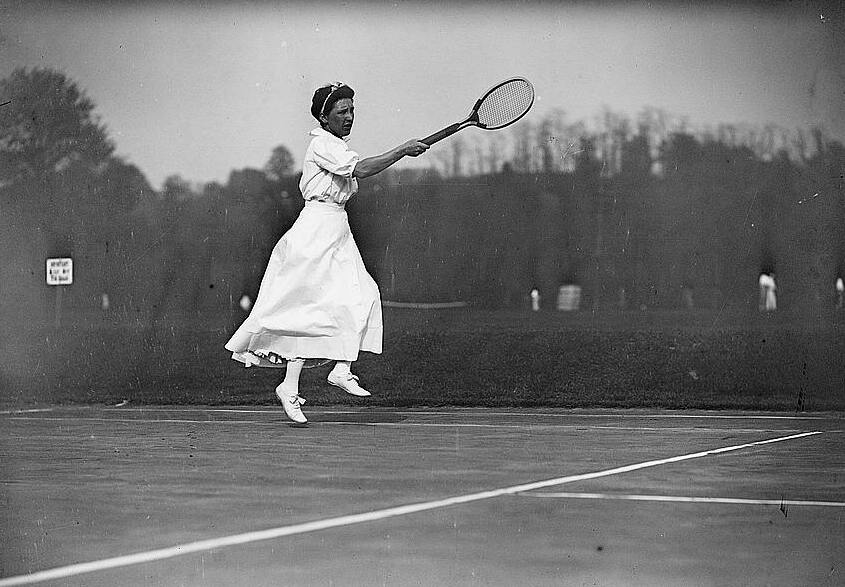
Elisabeth Moore

- 05. März: Elisabeth Moore, US-amerikanische Tennisspielerin († 1959)
- 06. März: Erna von Dobschütz, deutsche Kunstmalerin in Görlitz († 1963)
- 06. März: Hedda Eulenberg, deutsche Übersetzerin († 1960)
- 07. März: Edgar Evans, walisischer Polarforscher († 1912)
- 11. März: Carl Ruggles, US-amerikanischer Komponist († 1971)
- 12. März: Elbert Lee Trinkle, US-amerikanischer Politiker († 1939)
- 13. März: Konrad Haenisch, deutscher Politiker († 1925)
- 14. März: Christian Frederik Beck, dänischer Maler († 1954)
- 14. März: Otto Röhm, deutscher Unternehmer († 1939)
- 15. März: Kambara Ariake, japanischer Schriftsteller († 1952)
- 15. März: Tiburcio Carías Andino, Präsident von Honduras († 1969)
- 19. März: Felix Jacoby, deutscher Altertumskundler und Philologe († 1959)
- 21. März: Ludwig Finckh, deutscher Schriftsteller († 1964)
- 21. März: José de Jesús Ravelo, dominikanischer Komponist und Musikpädagoge († 1951)
- 21. März: Walter Tewksbury, US-amerikanischer Leichtathlet († 1968)
- 22. März: João Teixeira Pinto, portugiesischer Kolonialoffizier († 1917)
- 23. März: Karl Seidenstücker, deutscher Buddhist, Autor und Übersetzer († 1936)
- 26. März: Arthur Sachs, deutscher Mineraloge und Chemiker († 1942)
- 26. März: Prinz Wilhelm zu Wied, 1914 Fürst von Albanien († 1945)
- 27. März: Ermenegildo Pellegrinetti, italienischer römisch-katholischer Kardinal († 1943)
- 29. März: Max von Prittwitz und Gaffron, deutscher Generalmajor († 1956)
- 29. März: Friedrich Adolf Traun, deutscher Sportpionier und Tennisspieler († 1908)
- 30. März: Bernhard Harms, deutscher Wirtschaftswissenschaftler († 1939)
- 31. März: Astrid Ahnfelt, schwedische Schriftstellerin († 1962)
- 31. März: William H. Dieterich, US-amerikanischer Politiker († 1940)
- 31. März: Otto Nußbaumer, österreichischer Physiker und Rundfunkpionier († 1930)
- 31. März: Borisav Stanković, serbischer Schriftsteller († 1927)

### April

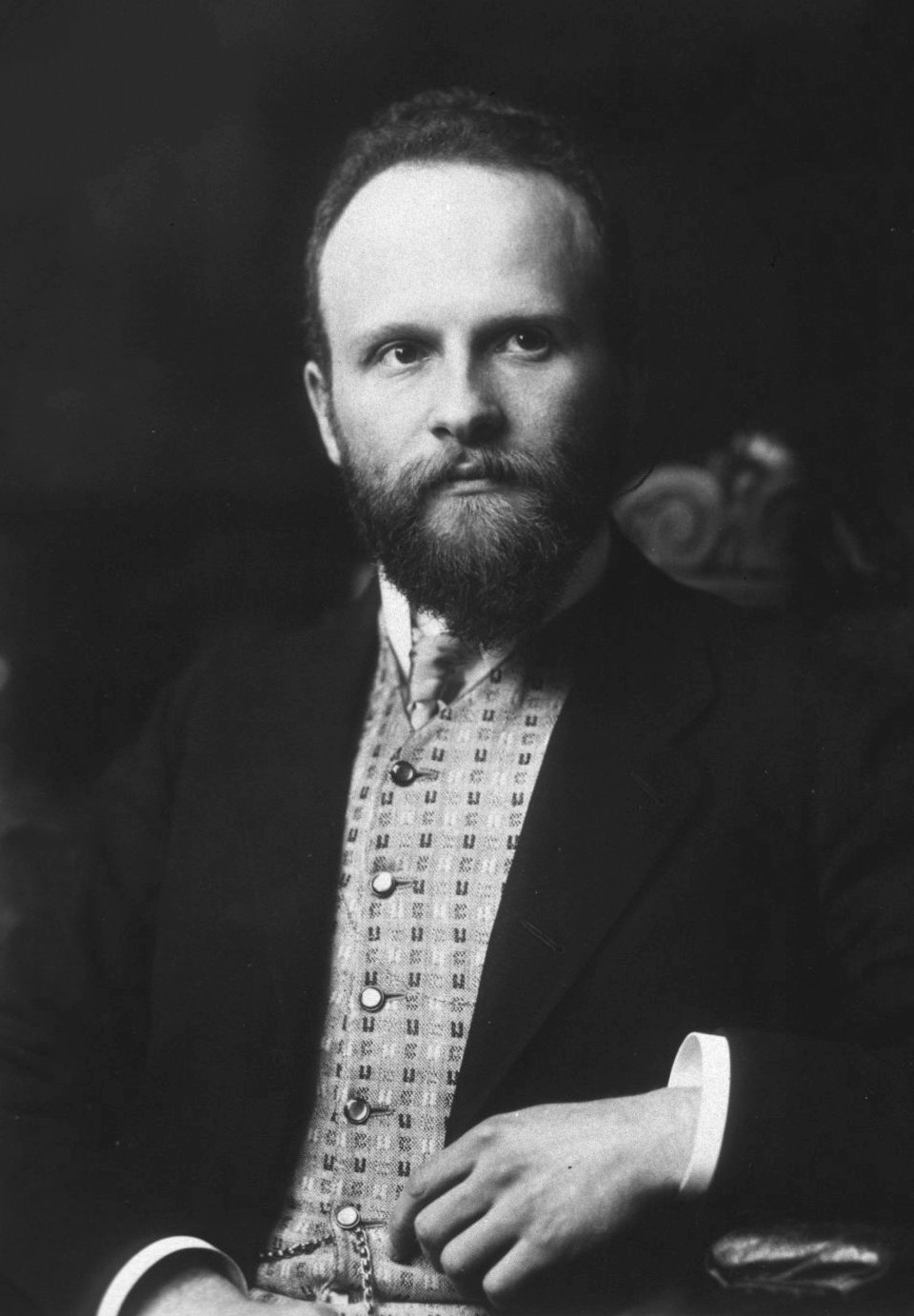
Robert Bárány

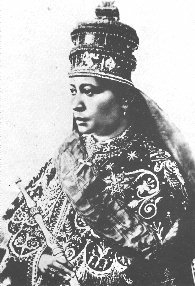
Zauditu

- 01. April: Jacoba van Heemskerck, niederländische Malerin der Moderne († 1923)
- 03. April: Celso Benigno Luigi Costantini, italienischer Kardinal der römisch-katholischen Kirche († 1958)
- 03. April: Tomáš Baťa, tschechischer Unternehmer, Begründer des Bata-Konzerns († 1932)
- 06. April: Theodor von Heigelin, deutscher Kolonialoffizier († 1930)
- 07. April: Teresa del Riego, englische Pianistin, Geigerin und Komponistin († 1963)
- 07. April: Heinrich Tessenow, deutscher Architekt, Professor († 1950)
- 08. April: Augusto Álvaro da Silva, Erzbischof von São Salvador da Bahia und Kardinal († 1968)
- 09. April: Karl Kindsmüller, deutscher Kirchenmusiker, Priester und Gymnasiallehrer († 1955)
- 10. April: Jean-Marie Musy, Schweizer Politiker († 1952)
- 11. April: Iwane Dschawachischwili, georgischer Historiker († 1940)
- 12. April: Carl Heinrich Becker, deutscher Politiker, preußischer Kultusminister († 1933)
- 13. April: Are Waerland, finnlandschwedischer Ernährungsreformer und Autor († 1955)
- 14. April: Curt von Ulrich, deutscher Politiker, Oberpräsident der preußischen Provinz Sachsen († 1946)
- 14. April: Emil Molt, deutscher Unternehmer, Sozialreformer, Gründer der ersten Waldorfschule († 1936)
- 14. April: Amédée Tremblay, kanadischer Organist, Komponist und Musikpädagoge († 1949)
- 15. April: Raoul Auernheimer, österreichischer Jurist und Schriftsteller († 1948)
- 15. April: Friedrich Radszuweit, deutscher Unternehmer und Schriftsteller († 1932)
- 17. April: Fatma Pesend, Gemahlin von Sultan Abdülhamid II. († 1924)
- 19. April: Heinrich zu Mecklenburg, deutscher Adeliger, Herzog von Mecklenburg, Prinz von Wenden, Schwerin und Ratzeburg, Graf von Schwerin, Herr der Landen Rostock und Stargard († 1934)
- 21. April: Franz von Zedlitz und Leipe, deutscher Baron und Sportschütze († 1944)
- 22. April: Róbert Bárány, ungarischer Mediziner, Neurochemiker und Nobelpreisträger († 1936)
- 22. April: Ole Edvart Rølvaag, norwegisch-amerikanischer Schriftsteller († 1931)
- 23. April: Arthur Moeller van den Bruck, deutscher Kulturhistoriker und Schriftsteller († 1925)
- 24. April: Erich Raeder, deutscher Admiral und Chef der Marineleitung († 1960)
- 26. April: Heinrich Hirtsiefer, deutscher Politiker und NS-Verfolgter († 1941)
- 26. April: Luis Zuegg, Südtiroler Seilbahnpionier († 1955)
- 26. April: Otto Linnemann, deutscher Glasmaler und Wand- und Dekorationsmaler († 1961)
- 26. April: Mariam Thresia Chiramel Mankidiyan, Selige, indische Ordensfrau und Ordensgründerin († 1926)
- 27. April: Heinrich Mache, österreichischer Physiker († 1954)
- 28. April: Nicola Romeo, italienischer Ingenieur und Unternehmer († 1938)
- 29. April: Alexander Bittorf, deutscher innerer Mediziner und Pathologe († 1949)
- 29. April: Gian Ferdinando Tomaselli, italienischer Bahnradsportler, Motorrad- und Automobilrennfahrer sowie Konstrukteur († 1944)
- 29. April: Zauditu, erste Monarchin Äthiopiens († 1930)

### Mai
- 01. Mai: Ilse Arlt, österreichische Sozialarbeiterin († 1960)
- 01. Mai: Georg Greve, deutscher Maler des Impressionismus († 1963)
- 02. Mai: Willy Arend, deutscher Radrennfahrer († 1964)
- 03. Mai: Bertha Hintz, deutsche Malerin († 1967)
- 03. Mai: Arthur Luther, deutscher Literaturwissenschaftler, Bibliothekar, Übersetzer und Dolmetscher († 1955)
- 03. Mai: James Edward Murray, US-amerikanischer Politiker († 1961)
- 03. Mai: Richard Ohnsorg, deutscher Schauspieler, Theatergründer und Intendant († 1947)
- 04. Mai: Chikamatsu Shūkō, japanischer Schriftsteller und Literaturkritiker († 1944)

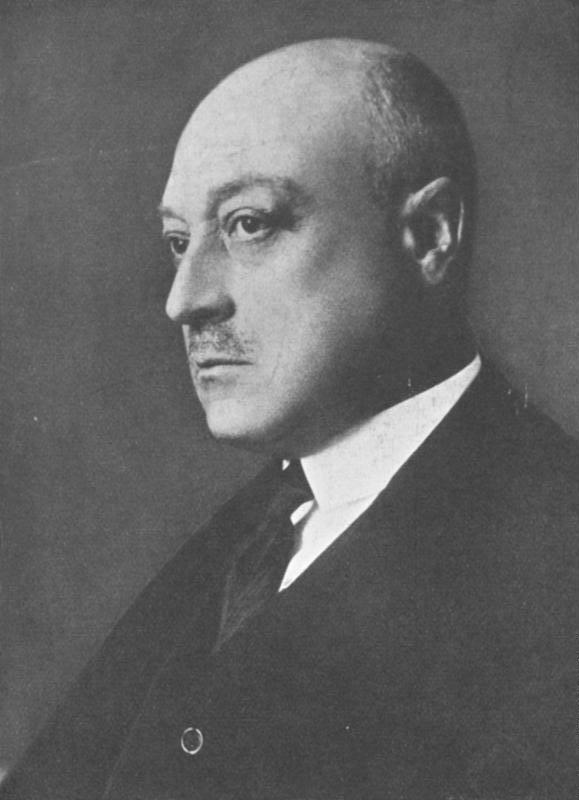
Paul Silverberg, 1930

- 06. Mai: Paul Silverberg, deutscher Industrieller († 1959)
- 09. Mai: Ernst Hardt, deutscher Schriftsteller († 1947)
- 10. Mai: Ivan Cankar, slowenischer Schriftsteller († 1918)
- 10. Mai: Carl Cremer, deutscher Politiker († 1953)
- 10. Mai: Leopold Hennet, österreichischer Agrarier, Beamter und Minister († 1950)
- 10. Mai: Victor Méric, französischer Journalist († 1933)
- 13. Mai: Raoul Laparra, französischer Komponist († 1943)
- 14. Mai: Wilhelm Polligkeit, Jurist und Nestor der deutschen Fürsorge und Wohlfahrtspflege († 1960)
- 17. Mai: Alfred Götze, deutscher Philologe und Germanist († 1946)
- 17. Mai: Konstantin Gorbatoff, russischer Maler († 1945)
- 17. Mai: Carrie Tubb, englische Sopranistin († 1976)

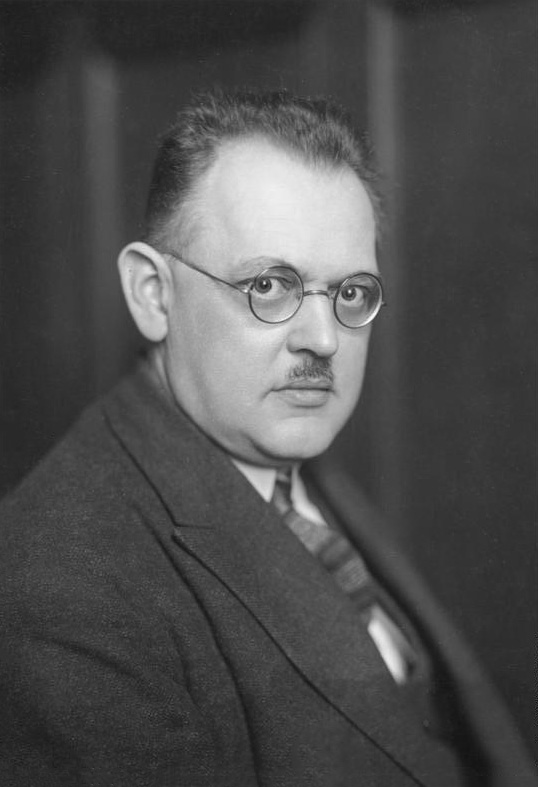
Hermann Müller, 1928

- 18. Mai: Hermann Müller, deutscher Politiker und Reichskanzler († 1931)
- 19. Mai: Saint-Georges de Bouhélier, französischer Schriftsteller († 1947)
- 21. Mai: Hermann Wopfner, österreichischer Historiker und Volkskundler († 1963)
- 22. Mai: Julius Klinger, österreichischer Maler und Grafiker († 1942)
- 24. Mai: Maurilio Fossati, Erzbischof von Turin und Kardinal († 1965)
- 24. Mai: Albert Uffenheimer, deutscher Arzt († 1941)
- 25. Mai: Friedrich Ackermann, deutscher Jurist und Politiker in Bayern († 1949)
- 27. Mai: Thubten Gyatsho: 13. Dalai Lama († 1933)
- 29. Mai: Marguerite Hasselmans, französische Pianistin († 1947)
- 29. Mai: Walther Freiherr von Holzhausen, deutscher Schachspieler († 1935)
- 29. Mai: Johannes Henricus Zaaijer, niederländischer Mediziner († 1932)

### Juni
- 01. Juni: Austin Peay, US-amerikanischer Politiker, Gouverneur von Tennessee († 1927)
- 02. Juni: Hakon Børresen, dänischer Komponist († 1954)
- 03. Juni: Ramón Cabanillas, spanisch-galicischer Schriftsteller († 1959)

Lore Agnes

- 04. Juni: Lore Agnes, deutsche Politikerin und Frauenrechtlerin († 1953)
- 05. Juni: Anton Günther, Volksdichter und Sänger des Erzgebirges († 1937)
- 05. Juni: Pierre Trémintin, französischer Politiker († 1966)
- 05. Juni: Anthony Jackson, US-amerikanischer Pianist, Sänger und Komponist († 1920)
- 10. Juni: Wilhelm Ernst, deutscher Adeliger, Großherzog von Sachsen-Weimar-Eisenach († 1923)
- 12. Juni: Maria Marc, deutsche Malerin († 1955)
- 13. Juni: William Sealy Gosset, englischer Statistiker († 1937)
- 14. Juni: Jakob Meisenheimer, deutscher Chemiker († 1934)
- 14. Juni: George Townshend, irischer Bahai († 1957)
- 15. Juni: Margaret Ives Abbott, US-amerikanische Golfspielerin († 1955)
- 17. Juni: Robert d’Heilly, französischer Ruderer († 1953)
- 19. Juni: Nigel Gresley, britischer Dampflokomotivkonstrukteur († 1941)
- 20. Juni: Viktor Klemperer von Klemenau, deutscher Bankier († 1943)
- 20. Juni: Ladislaus Tuszyński, österreichischer Illustrator, Karikaturist und Trickfilmzeichner († 1943)
- 21. Juni: Willem Hendrik Keesom, niederländischer Physiker († 1956)
- 22. Juni: Hermann Hummel, deutscher Politiker und badischer Staatspräsident († 1952)
- 22. Juni: Max P. Pottag, deutscher Hornist († 1970)
- 22. Juni: José Rolón, mexikanischer Komponist († 1945)
- 26. Juni: Johannes Paul Aeltermann, deutscher Geistlicher († 1939)
- 26. Juni: Fritz Pferdekämper, deutscher Sinologe († 1915)
- 27. Juni: Artur Dinter, deutscher Schriftsteller und NS-Politiker († 1948)
- 27. Juni: Franz Baumgartner, österreichischer Architekt († 1946)
- 28. Juni: Marius Besson, Bischof im Bistum Lausanne-Genf-Freiburg († 1945)
- 28. Juni: Alfred Marxer, Schweizer Kunstmaler und Grafiker († 1945)

### Juli

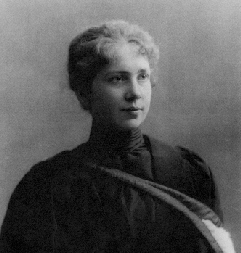
Harriet Brooks

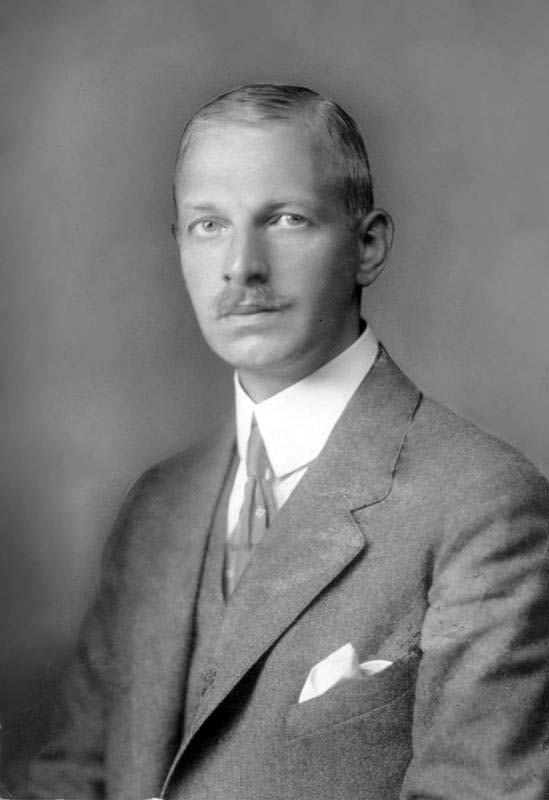
Wilhelm Cuno im Januar 1919

- 02. Juli: Harriet Brooks, kanadische Atomphysikerin († 1933)
- 02. Juli: Wilhelm Cuno, deutscher Politiker, Reichskanzler der Weimarer Republik († 1933)
- 03. Juli: Oscar Näumann, deutscher Kunstturner († 1937)
- 03. Juli: Heinrich Vedder, deutscher evangelischer Missionar, Sprachforscher und Ethnologe († 1972)
- 04. Juli: Josef Tillmans, deutscher Lebensmittelchemiker († 1935)
- 07. Juli: Max Hartmann, deutscher Biologe und Philosoph († 1962)
- 08. Juli: Leo von Jena, Mitglied der SS und der Waffen-SS († 1957)
- 09. Juli: Charles Brough, US-amerikanischer Politiker († 1935)
- 10. Juli: Hermann Apelt, deutscher Politiker († 1960)
- 12. Juli: Alphaeus Philemon Cole, US-amerikanischer Künstler, Graveur, Illustrator, Radierer († 1988)
- 13. Juli: Mizzi Zwerenz, österreichische Operettensängerin, Theater- und Filmschauspielerin († 1947)
- 14. Juli: Henri Fabre, französischer Journalist († 1969)
- 15. Juli: Carl Sonnenschein, deutscher Theologe († 1929)
- 16. Juli: Edward Dent, englischer Musikwissenschaftler († 1957)
- 16. Juli: Alfred Stock, deutscher Chemiker († 1946)
- 17. Juli: Maxim Maximowitsch Litwinow, sowjetischer Außenminister († 1951)
- 17. Juli: Aleksander Majkowski, kaschubischer und polnischer Autor († 1938)
- 19. Juli: Ignaz Seipel, österreichischer Bundeskanzler († 1932)
- 20. Juli: Otto Blumenthal, deutscher Mathematiker († 1944)
- 23. Juli: Aino Ackté, finnische Sopranistin († 1944)
- 24. Juli: Herbert Douglas Austin, US-amerikanischer Romanist und Italianist († 1960)
- 25. Juli: Elisabeth Gabriele, belgische Königin († 1965)
- 26. Juli: Georges André, französischer Wintersportler († 1945)
- 26. Juli: Rosina Anselmi, italienische Schauspielerin († 1965)
- 28. Juli: Walther Kolbe, deutscher Althistoriker († 1943)

### August
- 03. August: Elisabeth Andrae, deutsche Malerin († 1945)
- 03. August: Luis Felipe Arias, guatemaltekischer Pianist und Komponist († 1908)
- 06. August: Mortimer Wilson, US-amerikanischer Komponist († 1932)
- 07. August: John August Anderson, US-amerikanischer Astronom († 1959)

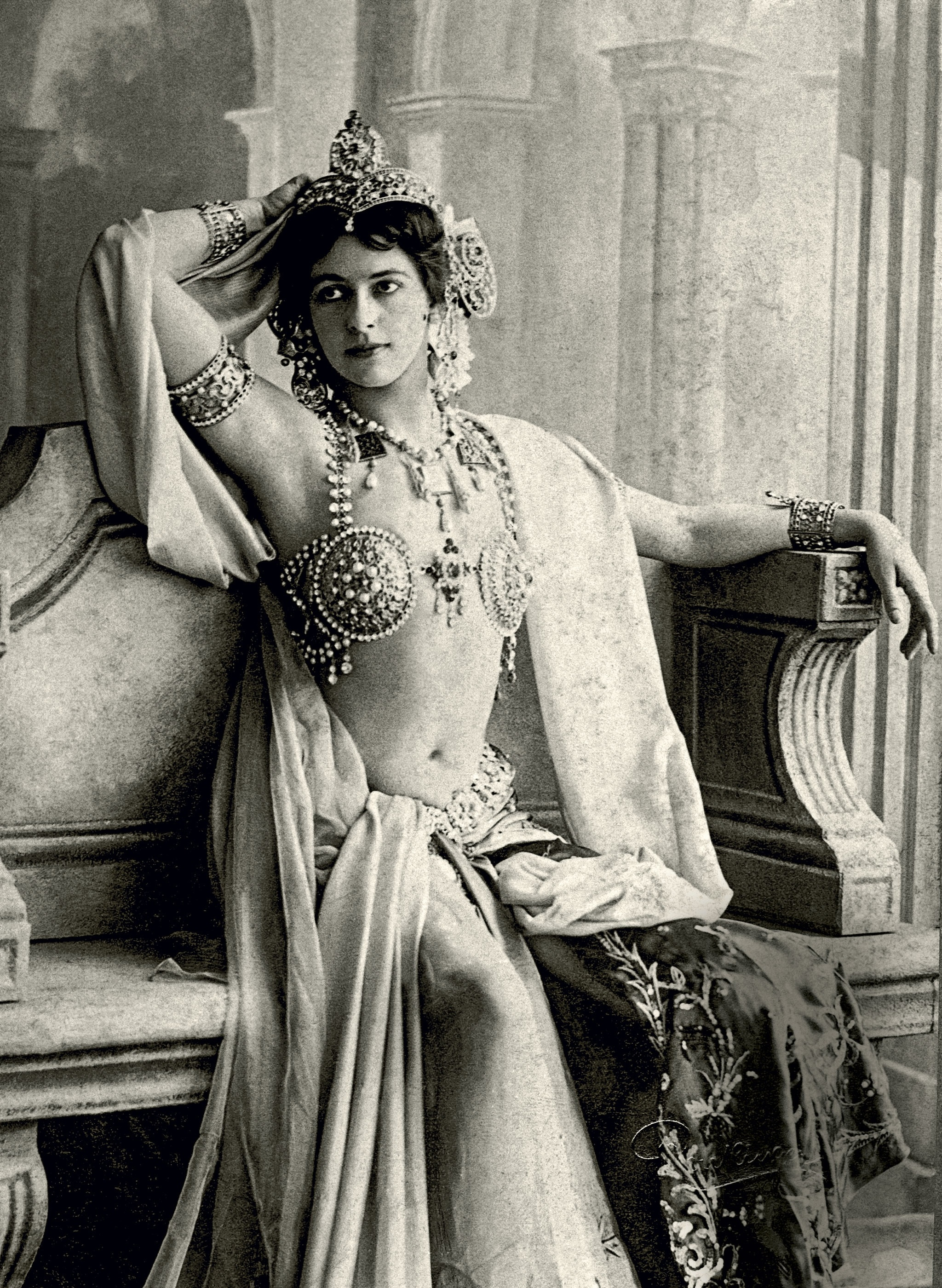
Mata Hari, 1906

- 07. August: Mata Hari, niederländische Tänzerin, Kurtisane und Spionin während des Ersten Weltkrieges († 1917)
- 08. August: Hans Karl Abel, deutscher Schriftsteller († 1951)
- 14. August: Aleksandar Obrenović, serbischer König († 1903)
- 15. August: Carl Albert Andersen, norwegischer Leichtathlet und Turner († 1951)
- 15. August: Wolfgang Pauly, deutsch-rumänischer Schachkomponist († 1934)
- 17. August: Theodor Däubler, deutscher Schriftsteller († 1934)
- 17. August: Dragutin Dimitrijević, serbischer Politiker und Offizier († 1917)
- 17. August: Henri Winkelman, niederländischer General († 1952)
- 18. August: George B. Martin, US-amerikanischer Politiker († 1945)
- 19. August: Muriel Paget, britische Philanthropin († 1938)
- 20. August: Joaquín Samuel del Corazón de Jesús de Anchorena Riglos, argentinischer Anwalt und Politiker († 1961)
- 20. August: Onoe Saishū, japanischer Tanka-Dichter († 1957)
- 23. August: William Melville Martin, kanadischer Politiker und Richter († 1970)
- 25. August: Josef Javůrek, böhmisch-tschechoslowakischer Fechter († 1942)
- 26. August: Erich Ziegel, deutscher Schauspieler, Regisseur, Intendant und Bühnenautor († 1950)
- 27. August: Marius Sturza, Siebenbürger Mediziner und Balneologe († 1954)
- 28. August: August Mayer, deutscher Gynäkologe († 1968)
- 28. August: Heinrich Wolfgang Seidel, deutscher Pfarrer und Schriftsteller († 1945)
- 29. August: Philipp Friedrich Wilhelm Abegg, deutscher Verwaltungsbeamter († 1951)
- 29. August: Charles Kettering, US-amerikanischer Bauer, Schullehrer, Ingenieur, Wissenschaftler, Erfinder und Philosoph († 1958)
- 29. August: Albert Ritchie, US-amerikanischer Politiker († 1936)

### September

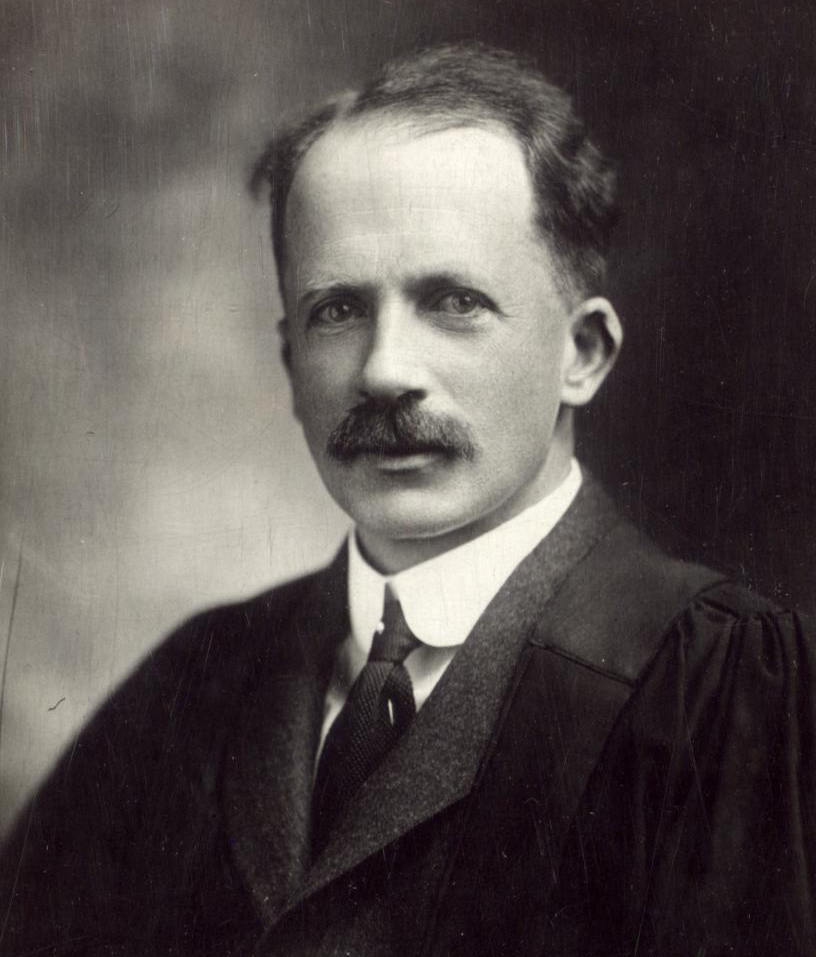
John James Rickard Macleod

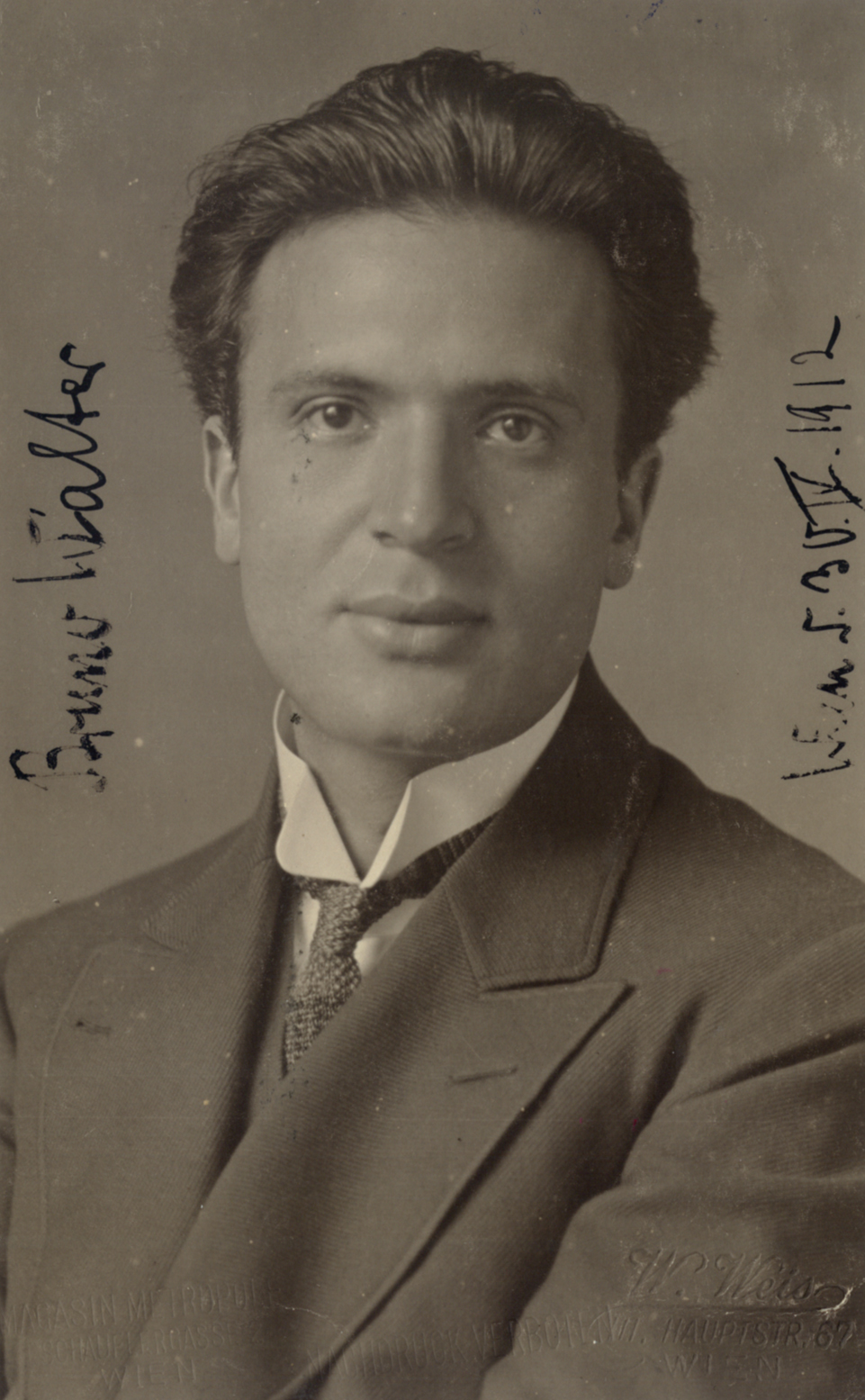
Bruno Walter, Wien 1912

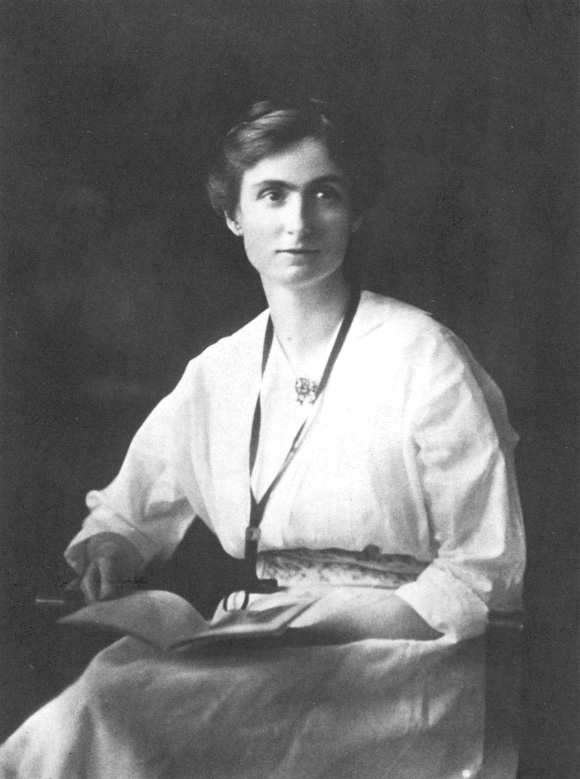
Edith Abbott

- 01. September: Arthur Andrews, US-amerikanischer Radrennfahrer († 1930)
- 05. September: Wilhelm Ritter von Leeb, deutscher Generalfeldmarschall († 1956)
- 06. September: John James Richard Macleod, kanadischer Physiologe († 1935)
- 07. September: Louis Marie François Andlauer, französischer Organist und Komponist († 1915)
- 08. September: Elmer Thomas, US-amerikanischer Politiker († 1965)
- 09. September: Ernst Burchard, deutscher Mediziner und Sexualwissenschaftler († 1920)
- 10. September: Andri Augustin, schweizerischer Romanist († 1939)
- 10. September: Hugh D. McIntosh, australischer Sportveranstalter, Zeitungsverleger und Theaterunternehmer († 1942)
- 11. September: Alfonso Broqua, uruguayischer Komponist († 1946)
- 11. September: Stan Rowley, australischer Leichtathlet († 1924)
- 12. September: Frieda Gallati, Schweizer Historikerin († 1955)
- 13. September: Sherwood Anderson, US-amerikanischer Schriftsteller († 1941)
- 15. September: Roscoe C. Patterson, US-amerikanischer Politiker († 1954)
- 15. September: Nikolai Sergejew, russischer Tänzer († 1951)
- 15. September: Bruno Walter, deutsch-amerikanischer Dirigent, Pianist und Komponist († 1962)
- 16. September: Francisco Camet, argentinischer Fechter († 1931)
- 16. September: Marvin Hart, US-amerikanischer Boxer († 1931)
- 17. September: Marguerite Dilhan, französische Juristin († 1956)
- 17. September: Leonhard Schrickel, deutscher Schriftsteller von historischen Romanen und Heimatforscher († 1931)
- 18. September: Karl Anton Kreuter, deutscher Lehrer, Autor, Heimatforscher († 1965)
- 18. September: James Scullin, australischer Politiker und Premierminister († 1953)
- 18. September: Fritz Stavenhagen, niederdeutscher Dramatiker († 1906)
- 23. September: Michael Dachs, deutscher Komponist und Musiktheoretiker († 1941)
- 23. September: Louis Disbrow, US-amerikanischer Automobilrennfahrer († 1939)
- 23. September: Brudenell White, australischer General († 1940)
- 26. September: Edith Abbott, US-amerikanische Sozialwissenschaftlerin († 1957)
- 29. September: Fridolin Holzer, deutscher Verleger, Dichter und Bürgermeister († 1939)

### Oktober
- 01. Oktober: Willi Ostermann, deutscher 'Liedermacher' und Karnevalist († 1936)
- 05. Oktober: Lola Artôt de Padilla, französisch-spanische Sopranistin († 1933)
- 06. Oktober: Serafín María Armora y González, mexikanischer Bischof († 1955)
- 07. Oktober: Leo Sternberg, deutscher Schriftsteller und Poet († 1937)
- 08. Oktober: Hans Stille, deutscher Professor der Geologie († 1966)
- 09. Oktober: Rose Austerlitz, deutsche Schriftstellerin und Redakteurin († 1939)
- 10. Oktober: William James Bryan, US-amerikanischer Jurist und Politiker († 1908)
- 10. Oktober: Lily Klee, deutsche Pianistin († 1946)
- 11. Oktober: Käthe Buchler, deutsche Fotografin und Pionierin der Farbfotografie († 1930)
- 11. Oktober: Gertrud von le Fort, deutsche Schriftstellerin († 1971)
- 15. Oktober: Edmund Adler, österreichischer Künstler († 1965)
- 15. Oktober: Elmer Drew Merrill, US-amerikanischer Botaniker († 1956)
- 16. Oktober: Ernst Articus, deutscher Jurist und Beamter († 1947)
- 17. Oktober: Hippolyte Aucouturier, französischer Radsportler († 1944)
- 18. Oktober: Charles Adams, US-amerikanischer Unternehmer, Eigentümer der Boston Bruins († 1947)
- 18. Oktober: Mathilde Vollmoeller-Purrmann, deutsche Malerin († 1943)
- 22. Oktober: Karl Borromäus Adam, deutscher Theologe und Dogmatiker († 1966)
- 22. Oktober: Fiddlin’ Sam Long, US-amerikanischer Old-Time-Musiker († 1931)

Friedrich Franz Friedmann, 1932

- 26. Oktober: Friedrich Franz Friedmann, deutscher Mediziner, Pionier der Tuberkuloseforschung († 1953)
- 27. Oktober: Ernst Heinrich Lange, deutscher Unternehmer und Verleger († 1952)
- 27. Oktober: Ferdinand Werner, deutscher Lehrer und Politiker (DNVP, NSDAP) († 1961)
- 28. Oktober: Raffaele Carlo Rossi, italienischer Kardinal der römisch-katholischen Kirche († 1948)
- 30. Oktober: Marie-Louise Müller-Weiss, Hofopernsängerin, Ehefrau des E.R.Weiss, Kammersänger († 1935)
- 31. Oktober: Natalie Clifford Barney, US-amerikanische Begründerin eines Literarischen Salons († 1972)
- 31. Oktober: Georges Barrère, französischer Flötist († 1944)
- 31. Oktober: Heinrich Leuchtgens, deutscher Politiker († 1959)

### November
- 01. November: Albert Maria Fuchs, deutscher Weihbischof († 1944)
- 02. November: Eugeniusz Morawski-Dąbrowa, polnischer Komponist († 1948)
- 07. November: Ludwig Adler, österreichischer Geburtshelfer und Gynäkologe († 1958)
- 07. November: Culbert Olson, 29. Gouverneur von Kalifornien († 1962)
- 09. November: Annemarie von Auerswald, deutsche Stiftdame, Schriftstellerin und Museumsleiterin († 1945)
- 09. November: Henri Gout, französischer Politiker († 1953)
- 09. November: Noguchi Hideyo, japanischer Bakteriologe († 1928)
- 09. November: Franz Huth, deutscher Maler († 1970)
- 12. November: Adalbert Wietek, deutscher Architekt († 1933)
- 13. November: William Noble Andrews, US-amerikanischer Politiker († 1937)
- 13. November: Cary Hardee, US-amerikanischer Politiker († 1957)
- 14. November: Anton Aberle, deutsch-schweizerischer Architekt († 1953)
- 14. November: Hermann Ludwig Blankenburg, deutscher Komponist († 1956)
- 15. November: Anton Rintelen, österreichischer Jurist und Politiker († 1946)
- 15. November: Enno Heidebroek, deutscher Professor († 1955)
- 17. November: Paul Levy, deutscher Maschinenbauingenieur und Eisenbahner († 1943)
- 17. November: Ernst Pfuhl, deutscher Archäologe († 1940)
- 17. November: August Sander, deutscher Fotograf († 1964)
- 17. November: Wilhelm Blase, deutscher Politiker (SPD) († 1946)
- 18. November: Victor Hémery, französischer Automobilrennfahrer († 1950)
- 20. November: Rudolf Koch, deutscher Kalligraf, Typograf und Lehrer († 1934)
- 21. November: Benno Arnold, deutscher Textilindustrieller († 1944)
- 21. November: Olav Duun, norwegischer Schriftsteller († 1939)
- 22. November: Pierre-André-Charles Petit de Julleville, Erzbischof von Rouen und Kardinal († 1947)
- 22. November: Anatole de Monzie, französischer Politiker († 1947)
- 23. November: Manuel de Falla, spanischer Komponist († 1946)
- 23. November: Oskar Katzenellenbogen, polnischer Journalist und Literaturkritiker († 1942)
- 23. November: Marie Monod, französische Historikerin und Feministin († 1966)
- 24. November: Michael Bey, deutscher Politiker und Widerstandskämpfer († 1947)

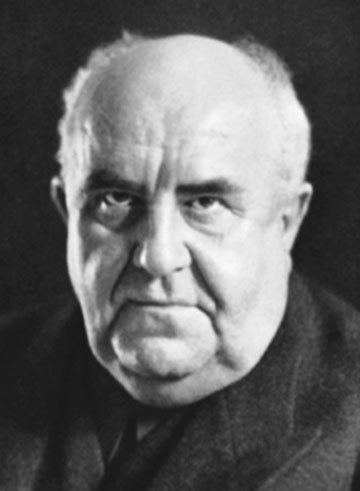
Joseph Anton Schneiderfranken, 1935

- 25. November: Joseph Anton Schneiderfranken, deutscher Schriftsteller und Maler († 1943)
- 26. November: Ernst Bickel, deutscher Altphilologe († 1961)
- 26. November: Willis Carrier, US-amerikanischer Ingenieur und Erfinder († 1950)
- 26. November: Ernst Münch, deutscher Forstwissenschaftler († 1946)
- 27. November: Viktor Kaplan, österreichischer Ingenieur († 1934)
- 29. November: Nellie Tayloe Ross, US-amerikanische Politikerin, Gouverneurin von Wyoming († 1977)
- 30. November: Bernhard Adelung, deutscher Politiker, Ministerpräsident von Hessen († 1943)

### Dezember
- 01. Dezember: Louvigny de Montigny, kanadischer Journalist, Schriftsteller und Kritiker († 1955)
- 02. Dezember: Leopold von Wiese, US-amerikanische Football-Legende und Eigentümer der N.Y. Giants († 1969)
- 03. Dezember: Domingo Hồ Ngọc Cẩn, vietnamesischer römisch-katholischer Bischof († 1948)
- 03. Dezember: August Lämmle, deutscher Mundartdichter († 1962)
- 04. Dezember: Eugen Mittwoch, deutscher Orientalist († 1942)
- 07. Dezember: Ludwig Schiedermair, deutscher Geheimrat und Musikwissenschaftler († 1957)
- 07. Dezember: Heinrich Straumer, deutscher Architekt († 1937)
- 09. Dezember: Pauline Iselin, US-amerikanische Golferin († 1946)
- 09. Dezember: Ōta Mizuho, japanischer Schriftsteller († 1955)
- 11. Dezember: Léon Huybrechts, belgischer Regattasegler († 1956)
- 11. Dezember: Mieczysław Karłowicz, polnischer Komponist († 1909)
- 12. Dezember: Alvin Kraenzlein, US-amerikanischer Leichtathlet († 1928)
- 13. Dezember: Iwan Bally, Schweizer Unternehmer und Politiker († 1965)

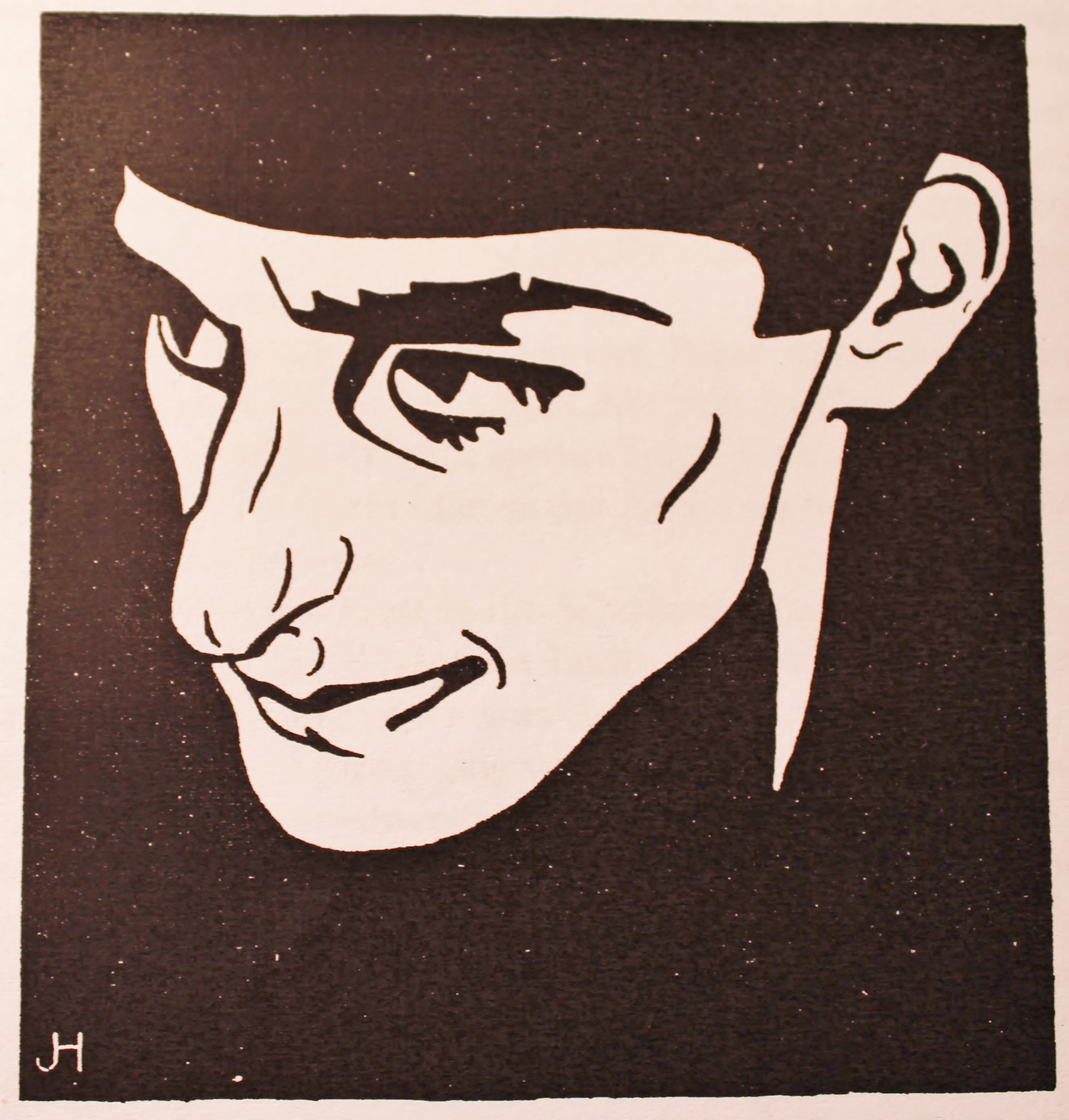
Ferdinand Hardekopf

- 15. Dezember: Ferdinand Hardekopf, deutscher Journalist, Schriftsteller, Lyriker und Übersetzer († 1954)
- 16. Dezember: Rodolphe William Seeldrayers, belgischer Fußballfunktionär, FIFA-Präsident († 1955)
- 17. Dezember: Jakob Hofmann, niedersächsischer Bildhauer († 1955)
- 19. Dezember: Enrique Pla y Deniel, Erzbischof von Toledo und Kardinal († 1968)
- 20. Dezember: Walter Sydney Adams, US-amerikanischer Astronom († 1956)
- 20. Dezember: Martha Müller-Grählert, niederdeutsche Schriftstellerin († 1939)
- 21. Dezember: Albert Martmöller, deutscher Gewerkschafter und Sozialdemokrat († 1953)
- 21. Dezember: Karl Mensing, deutscher Jurist († 1953)
- 22. Dezember: Janina Korolewicz-Waydowa, polnische Opernsängerin und Musikpädagogin († 1955)
- 22. Dezember: Filippo Tommaso Marinetti, italienischer Dichter und Politiker († 1944)
- 23. Dezember: Edwin Meredith, US-amerikanischer Geschäftsmann und Politiker († 1928)
- 23. Dezember: Franz Osten, deutscher Filmregisseur († 1956)
- 25. Dezember: Muhammad Ali Jinnah, Politiker, Gründer Pakistans († 1948)

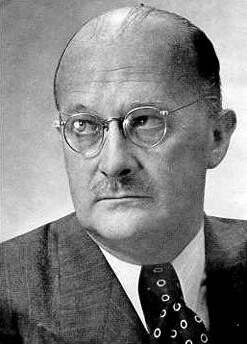
Adolf Windaus

- 25. Dezember: Adolf Windaus, deutscher Chemiker († 1959)
- 29. Dezember: Pablo Casals, spanischer Cellist, Komponist und Dirigent († 1973)
- 29. Dezember: Alfred Lamoureux, kanadischer Komponist und Musikpädagoge († 1954)
- 29. Dezember: Karl Slevogt, deutscher Konstrukteur, Automobilpionier und -rennfahrer († 1951)
- 29. Dezember: Adolf Weber, deutscher Nationalökonom († 1963)

### Genaues Geburtsdatum unbekannt
- Harry Adams, US-amerikanischer Marine-Offizier und Polarreisender († unbekannt)
- Yusuf Akçura, tatarisch-osmanischer Aktivist und Ideologe († 1935)
- Emile Appay, französischer Landschaftsmaler und Aquarellist († 1935)
- Lina Drechsler Adamson, kanadische Geigerin und Musikpädagogin († 1960)
- Myfit Bey Libohova, albanischer Politiker († 1927)
- Julius Simonsen, deutscher Kaufmann, Fotograf und Verleger († 1943)

## Gestorben

### Erstes Quartal
- 06. Januar: Bernardo de Sá Nogueira de Figueiredo, portugiesischer Politiker (* 1795)
- 08. Januar: Adolphe Deloffre, französischer Dirigent und Geiger (* 1817)
- 09. Januar: Samuel Gridley Howe, US-amerikanischer Arzt, Gründer der Perkins School for the Blind (* 1801)
- 09. Januar: Theodor Märcker, deutscher Politiker (* 1796)
- 13. Januar: Heinrich Lang, deutscher Theologe (* 1826)
- 16. Januar: Georg Beer, deutscher Orgelbauer (* 1816)
- 21. Januar: Charles Jackson, US-amerikanischer Politiker (* 1797)
- 22. Januar: Hippolyte Dussard, französischer Wirtschaftswissenschaftler (* 1798)
- 22. Januar: Francis Thomas, US-amerikanischer Politiker (* 1799)
- 26. Januar: Frédérick Lemaître, französischer Schauspieler (* 1800)
- 28. Januar: Ferenc Deák, ungarischer Politiker (* 1803)
- 29. Januar: Pjotr Bagration, russischer General und Gouverneur von Twer (* 1818)
- 03. Februar: Gino Capponi, italienischer Politiker, Historiker und Dichter (* 1792)
- 13. Februar: Gabriel Andral, französischer Mediziner (* 1797)
- 16. Februar: Karl Gustav Nieritz, deutscher Volks- und Jugendschriftsteller (* 1795)
- 19. Februar: Adolphe Brongniart, französischer Botaniker (* 1801)
- 21. Februar: Peter Dewes, deutscher Unternehmer und Politiker (* 1821)
- 24. Februar: Joseph Jenkins Roberts, liberianischer Präsident (* 1809)
- 24. Februar: Abraham Watkins Venable, US-amerikanischer Politiker (* 1799)
- 04. März: Alfred Holmes, englischer Geiger und Komponist (* 1837)
- 05. März: Marie Cathérine Sophie d’Agoult, französische Schriftstellerin (* 1805)
- 18. März: Ferdinand Freiligrath, deutscher Lyriker, Dichter und Übersetzer (* 1810)
- 19. März: Hancock Jackson, US-amerikanischer Politiker (* 1796)
- 19. März: Józef Stefani, polnischer Komponist (* 1800)
- 20. März: Alois Boczek, österreichischer Finanzbeamter, Journalist, Abgeordneter in der Frankfurter Nationalversammlung (* 1817)
- 23. März: Alfred Osborn Pope Nicholson, US-amerikanischer Politiker (* 1808)
- 26. März: James Y. Smith, US-amerikanischer Politiker (* 1809)

### Zweites Quartal
- 03. April: Henriette Davidis, deutsche Köchin und Kochbuchautorin (* 1801)
- 03. April: Frédéric de Rougemont der Ältere, Schweizer Geograf, Historiker, Philosoph, Theologe und Politiker (* 1808)
- 07. April: Charles Smith Olden, US-amerikanischer Politiker (* 1799)
- 10. April: Carl Anton Christian Agthe, deutscher Theologe und Pädagoge (* 1806)
- 16. April: Trusten Polk, US-amerikanischer Politiker (* 1811)
- 22. April: Édouard d’Anglemont, französischer Dichter (* 1798)
- 22. April: Elisabeth Maria, portugiesische Prinzessin, Regentin von Portugal (* 1801)
- 07. Mai: Alois Hörbiger, österreichischer Orgelbauer (* 1810)
- 07. Mai: Franz Graf von Pocci, deutscher Zeichner, Radierer, Schriftsteller und Musiker (* 1807)
- 10. Mai: Georgi Obretenow, bulgarischer Revolutionär (* um 1849)
- 11. Mai: Amable Ricard, französischer Politiker (* 1828)
- 12. Mai: Georgi Benkowski, bulgarischer Revolutionär (* 1841)
- 14. Mai: Eduard Pelz, deutscher Buchhändler, Verleger, Politiker, Publizist, Reiseschriftsteller und 1848 Mitglied des Frankfurter Vorparlaments (* 1800)
- 20. Mai: Willis A. Gorman, US-amerikanischer Politiker (* 1816)
- 23. Mai: Gideon von Krismanic, österreichischer Generalmajor (* 1817)
- 26. Mai: Hermann Joseph Müller, deutscher Beamter, Jurist, Journalist, Professor und Mitglied der Frankfurter Nationalversammlung (* 1803)
- 26. Mai: Panajot Wolow, bulgarischer Revolutionär (* 1850)
- 27. Mai: Carl Overweg, deutscher Politiker und Industrieller (* 1805)
- 29. Mai: Friedrich Christian Diez, deutscher Romanist (* 1794)
- 30. Mai: Johann Albert Romedi, Schweizer Politiker (* 1819)
- 31. Mai: Rudolph Apponyi von Nagy-Appony, österreichisch-ungarischer Diplomat (* 1812)
- 01. Juni: Christo Botew, bulgarischer Revolutionär (* 1848)
- 07. Juni: Joséphine, Königin von Schweden (* 1807)
- 08. Juni: George Sand, französische Schriftstellerin (* 1804)
- 10. Juni: Julius Heinrich Petermann, deutscher Orientalist (* 1801)
- 15. Juni: Hüseyin Avni Pascha, Großwesir des Osmanischen Reiches (* 1819)
- 20. Juni: Johann Ludwig Anderwert, schweizerischer Politiker (* 1802)
- 21. Juni: Antonio López de Santa Anna, mexikanischer Offizier und Politiker (* 1794)
- 24. Juni: Jules Assézat, französischer Journalist, Verleger und Anthropologe (* 1832)
- 25. Juni: Jakob Albrecht, Schweizer Viehhändler und Politiker (* 1825)
- 25. Juni: George Armstrong Custer, Kavalleriegeneral während des Amerikanischen Bürgerkriegs (* 1839)
- 25. Juni: Thomas Overton Moore, US-amerikanischer Politiker (* 1804)
- 27. Juni: Christian Gottfried Ehrenberg, deutscher Biologe und Zoologe (* 1795)
- 28. Juni: August Wilhelm Ambros, österreichischer Musikkritiker und Komponist (* 1816)

### Drittes Quartal
- 01. Juli: Michail Alexandrowitsch Bakunin, russischer Anarchist und Sozialrevolutionär (* 1814)
- 01. Juli: Giuseppe Ferrari, italienischer Historiker, Philosoph und Politiker (* 1811)
- 02. Juli: Ferdinand von Westphalen, preußischer Innenminister (* 1799)
- 13. Juli: Karl von der Groeben, preußischer General der Kavallerie (* 1788)
- 15. Juli: Aleksander Fredro, polnischer Dramatiker (* 1793)
- 18. Juli: Karl Joseph Simrock, deutscher Dichter und Schriftsteller (* 1802)
- 19. Juli: George E. Pugh, US-amerikanischer Politiker (* 1822)
- 20. Juli: Hans Riddervold, norwegischer Bischof und Präsident des Stortings (* 1795)
- 22. Juli: William Haile, US-amerikanischer Politiker (* 1807)
- 26. Juli: Allen T. Caperton, US-amerikanischer Politiker (* 1810)
- 26. Juli: Karl Uschner, deutscher Übersetzer antiker Dichtungen (* 1802)
- 30. Juli: Iwan Soschenko, ukrainischer Maler und Kunstlehrer (* 1807)
- 02. August: Bill Hickok, US-amerikanischer Westernheld (* 1837)
- 14. August: Carl Wilhelm Otto Koch, deutscher Jurist, Bürgermeister von Leipzig (* 1810)
- 17. August: Maximilian Joseph von Chelius, deutscher Augenarzt und Chirurg (* 1794)
- 21. August: Ildefons Cerdà, spanischer Stadtplaner (* 1815)
- 21. August: Gustav Simon, deutscher Chirurg und Autor medizinischer Bücher (* 1824)
- 23. August: Joseph R. Underwood, US-amerikanischer Politiker (* 1791)
- 27. August: Michel Rodange, luxemburgischer Schriftsteller (* 1827)
- 30. August: Rudolf von Raumer, deutscher Germanist (* 1815)
- 04. September: Franz Xaver von Andlaw-Birseck, badischer Diplomat (* 1799)
- 05. September: Manuel Blanco Encalada, chilenischer Politiker (* 1790)
- 09. September: American Horse I, indianischer Häuptling (* um 1830)
- 11. September: Nathaniel B. Baker, US-amerikanischer Politiker (* 1818)
- 12. September: Alexander Graf von Auersperg, österreichischer Dichter und Politiker (* 1806)
- 14. September: Rudolf Henneberg, deutscher Maler (* 1826)
- 25. September: Ernst von Bandel, deutscher Maler und Bildhauer (* 1800)
- 25. September: Adolf Glaßbrenner, deutscher Humorist und Satiriker (* 1810)
- 27. September: Braxton Bragg, General der Konföderierten im Amerikanischen Bürgerkrieg (* 1817)

### Viertes Quartal
- 04. Oktober: Johannes Rebmann, deutscher Missionar und Afrikareisender (* 1820)
- 07. Oktober: Georg Heinrich Pertz, deutscher Historiker und Bibliothekar (* 1795)
- 14. Oktober: Francis Ormand Jonathan Smith, US-amerikanischer Politiker (* 1806)
- 19. Oktober: Wendelin Haid, katholischer Theologe und Bibliothekar (* 1803)
- 27. Oktober: Alexander von Dusch, deutscher Staatsmann (* 1789)
- 27. Oktober: Joseph R. Walker, US-amerikanischer Mountain Man und Entdecker (* 1798)
- 31. Oktober: Franz Dorotheus Gerlach, deutscher Altphilologe und Althistoriker (* 1793)
- 06. November: Giacomo Antonelli, römischer Kardinal und Staatssekretär (* 1806)
- 09. November: Édouard Baptiste, französischer Komponist, Organist und Musikpädagoge (* 1820)
- 09. November: Friedrich Ritschl, deutscher Philologe (* 1806)
- 12. November: Edouard Plouvier, französischer Dramatiker und Librettist (* 1821)
- 16. November: Julius Lasker, preußischer Mediziner und Schriftsteller (* 1811)
- 21. November: João Carlos de Saldanha Oliveira e Daun, portugiesischer Politiker und General (* 1790)
- 21. November: Vinzenz Jakob von Zuccalmaglio, deutscher Schriftsteller (* 1806)
- 26. November: Heinrich Ernst Bindseil, deutscher Bibliothekar und Historiker (* 1803)

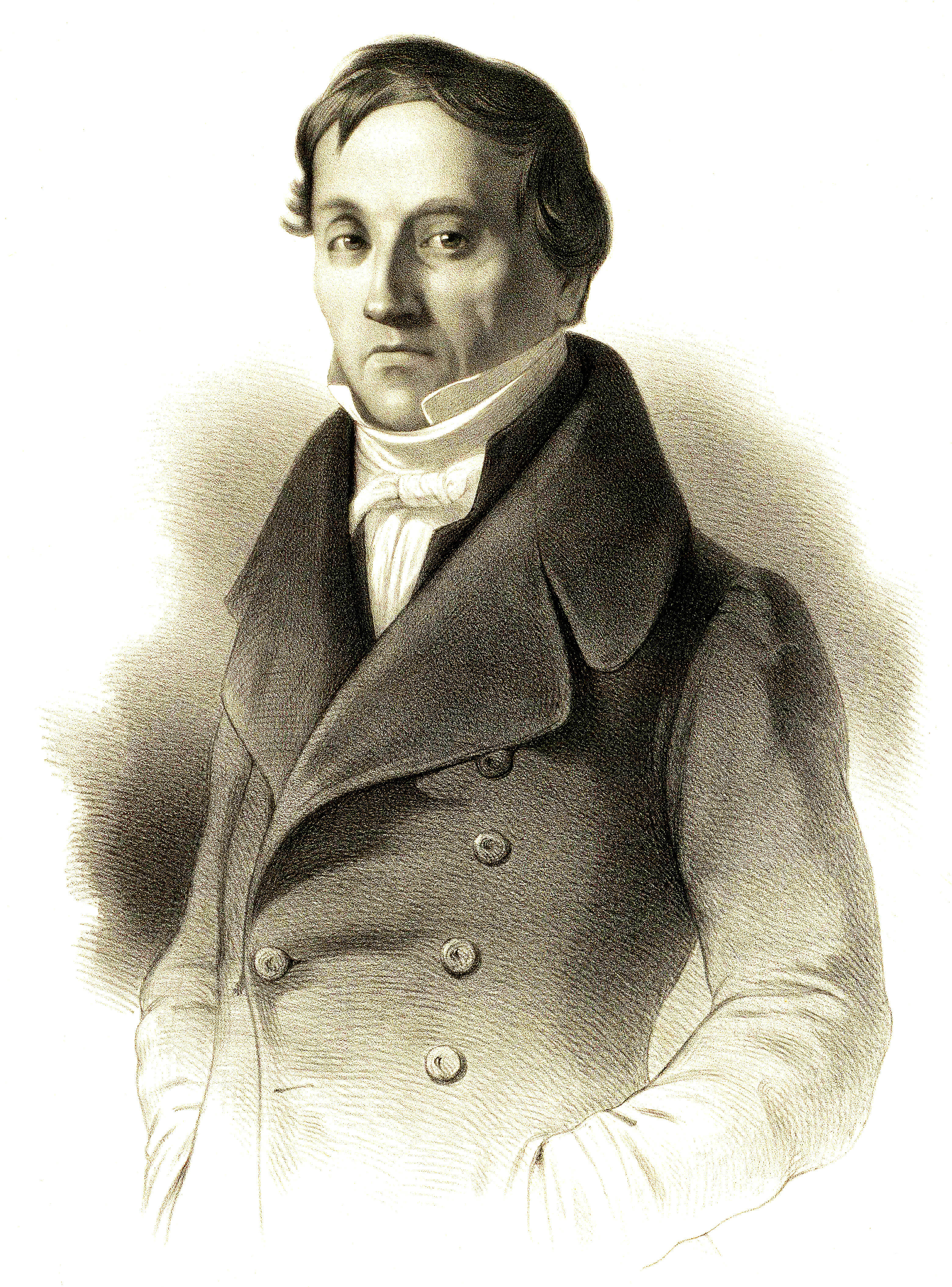
Karl Ernst von Baer, 1840

- 28. November: Karl Ernst von Baer, estnischer Naturforscher (* 1792)
- 29. November: Christian Wilhelm Zeraeua, traditioneller Führer der Zeraeua, eines Clans der Herero (* unbekannt)
- 03. Dezember: Hermann Goetz, deutscher Komponist (* 1840)
- 03. Dezember: Hermann Köchly, deutscher Altphilologe (* 1815)
- 07. Dezember: Hermann von Barth, deutscher Bergsteiger und Schriftsteller (* 1845)
- 13. Dezember: Johannes Zimmermann, deutscher evangelischer Missionar, Sprachforscher und Bibelübersetzer (* 1825)
- 17. Dezember: William C. Cozzens, US-amerikanischer Politiker (* 1811)
- 18. Dezember: Luise Hensel, deutsche Dichterin (* 1798)
- 26. Dezember: Georg Friedrich Ludwig Avé-Lallemant, deutscher Theologe und Bibliothekar (* 1807)
- 26. Dezember: Eduard Mohr, deutscher Afrikaforscher (* 1828)
- 28. Dezember: Ferdinand von Loehr, deutscher Mediziner und Politiker (* 1817)
- 28. Dezember: Frederik Paludan-Müller, dänischer Schriftsteller (* 1809)

### Genaues Todesdatum unbekannt
- Joan Josep Amengual i Reus, spanischer Schriftsteller, Rechtsanwalt und Philologe (* 1796)
- Jackson Haines, US-amerikanischer Ballettmeister und Eiskunstläufer (* 1840)
- Simon Anton Zimmermann, deutscher Dirigent, Chorleiter und Komponist (* 1807)